# Kędzierzyn-Koźle
Kędzierzyn-Koźle (wymowaⓘ, cz. Kandřín-Kozlí, niem. Kandrzin-Cosel, śl. Kandrzin-Koźle) – miasto w Polsce, w województwie opolskim oraz siedziba powiatu kędzierzyńsko-kozielskiego, położone w południowo-wschodniej części Niziny Śląskiej, w Kotlinie Raciborskiej (Niecka Kozielska) na Górnym Śląsku, nad Odrą przy wylocie Kanału Gliwickiego i ujścia Kłodnicy.
Powstało w 1975 z połączenia czterech osobnych organizmów administracyjnych: Kędzierzyna, Koźla, Sławięcic i Kłodnicy. W Koźlu znajduje się jeden z największych portów rzecznych w Polsce. W Kędzierzynie-Koźlu znajdują się jedne z największych w Polsce zakładów chemicznych – Zakłady Azotowe Kędzierzyn, a także holding „Blachownia”. Jest to drugie co do wielkości miasto województwa opolskiego pod względem liczby ludności i obszaru.
Według danych Urzędu Miasta z 31 grudnia 2024 miasto liczyło 50 927 mieszkańców, którzy byli zameldowani na pobyt stały.

## Geografia

### Położenie
Miasto leży w południowo-wschodniej części województwa opolskiego, w środkowej części mezoregionu Kotliny Raciborskiej (318.59). Mezoregion ten jest najdalej, wzdłuż biegu Odry, wysuniętą na południe częścią Niziny Śląskiej (318.5). Od wschodu sąsiaduje z Płaskowyżem Rybnickim, Wyżyną Katowicką i Garbem Tarnogórskim, od zachodu z Płaskowyżem Głubczyckim. Na południu dolina Odry łączy Kotlinę Raciborską z Kotliną Ostrawską.
Według danych z 1 stycznia 2011 powierzchnia miasta wynosiła 123,4 km².

### Środowisko geograficzne
Na obszarze Kędzierzyna-Koźla różnica wysokości terenu sięga 50 m. Najwyższy punkt znajduje się w lasach, przy wschodniej granicy miasta i osiąga 215,3 m n.p.m. Teren obniża się ku dolinie Odry, a sama dolina wykazuje spadek w kierunku północnym. Najniższy punkt znajduje się w miejscu, w którym Odra opuszcza miasto, a jego wysokość wynosi około 165 m n.p.m. Dla miasta przyjmuje się średnią wysokość 180 m n.p.m. Można dodać, że najwyższym stałym punktem miasta jest szczyt 150-metrowego komina E w Elektrowni Blachownia (dzielnica Blachownia – ul. Energetyków 11), który jest jednocześnie najwyższą budowlą miasta, osiągający wysokość około 350 m n.p.m.
Większość terenów miasta jest położona na dnie dolin rzecznych: Odry i jej prawobrzeżnego dopływu Kłodnicy. Tereny położone na wschód od brzegów rzeki Odry są równinną terasą rzeczną. Północno-wschodni skrawek miasta tworzą pokrywy lessowe, będące częścią grzbietu Chełma (masyw Góry św. Anny).

### Wody

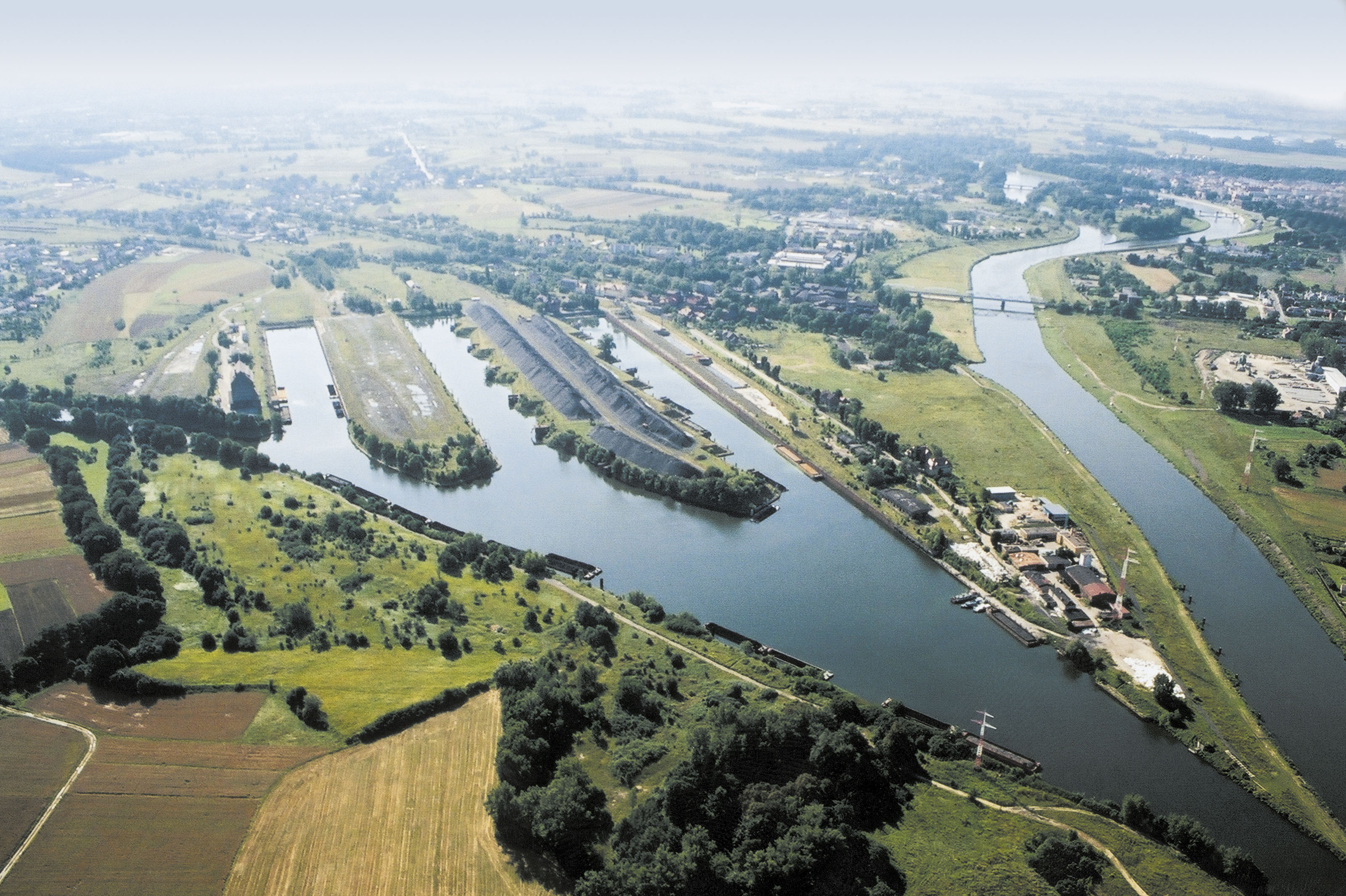
Port na osiedlu Koźle-Port, z lewej Kanał Gliwicki z prawej Odra

Sieć rzeczną stanowi rzeka Odra i jej prawy dopływ Kłodnica (ma swoje ujście do Odry na południowy wschód od centrum dzielnicy Koźle).
Oddzielną rolę w strukturze sieci hydrograficznej miasta zajmują sztuczne drogi wodne. Dwa kanały wykorzystywały przebieg doliny naturalnego cieku Kłodnicy: Kanał Kłodnicki (już nie funkcjonuje) i Kanał Gliwicki. Trzecim kanałem jest Kanał Kędzierzyński, będący odgałęzieniem od Kanału Gliwickiego do ZAK Spółka Akcyjna. Kanał Odra-Dunaj-Łaba łączący Koźle z Wiedniem pozostał w sferze planów.
| Rzeki       |                      |
| Lp.         | Nazwa                |
| 1           | Kłodnica             |
| 2           | Odra                 |
| Starorzecza |                      |
| 1           | Starorzecze Kłodnicy |
| 2           | Starorzecze Odry     |

| Potoki |                            |
| Lp.    | Nazwa (nazwa alternatywna) |
| 1      | Cisowa (Lenartowski Potok) |
| 2      | Koźlanka (Golka)           |
| 3      | Miejski Potok (Młynówka)   |
| 4      | Młyńska Struga             |
| 5      | Potok Lineta (Olszówka)    |
| 6      | Poleśnica                  |
| 7      | Większycka Woda            |

| Kanały  |                    |
| Lp.     | Nazwa              |
| 1       | Gliwicki           |
| 2       | Kanał Ulgi         |
| 3       | Kędzierzyński      |
| 4       | Kłodnicki          |
| 5       | Stary Kanał        |
| Jeziora |                    |
| 1       | Jeziorko Kuźniczka |
| 2       | Trójkąt            |

### Gleby
Pokrywa glebowa na obszarze Kędzierzyna-Koźla charakteryzuje się stosunkowo silnym zróżnicowaniem, a do najważniejszych jej typów i rodzajów należą:
- gleby brunatne – w północnej części miasta (Cisowa, Miejsce Kłodnickie, Sławięcice)
- gleby bielicowe – w południowo-wschodniej części miasta, na obszarach zalesionych między osiedlem Azoty i miejscowością Stara Kuźnia
- gleby płowe, wytworzone z piasków zaglinionych i glin zwałowych lekkich oraz bielicowe wytworzone z piasków i żwirów (w rejonie Sławięcic)
- gleby rdzawe, wytworzone z piasków luźnych na obszarze zalesionym pomiędzy Cisową a połączeniem Kanału Gliwickiego z Odrą
- mady – w dolinach Odry i Kłodnicy

### Klimat
| \| I \| II \| III \| IV \| V \| VI \| VII \| VIII \| IX \| X \| XI \| XII \| \| 1.9 34 25 \| 1.6 37 27 \| 2 46 32 \| 2 59 39 \| 3 66 48 \| 3.2 72 55 \| 3.9 75 59 \| 2.7 75 59 \| 2.7 66 52 \| 2 57 45 \| 2 46 37 \| 1.9 37 28 \| \| Temperatury w °F Opad całkowity w calach \| \| \| \| \| \| \| \| \| \| \| \| |           |         |         |         |           |           |           |           |         |         |           |
| I | II        | III     | IV      | V       | VI        | VII       | VIII      | IX        | X       | XI      | XII       |
| 1.9 34 25 | 1.6 37 27 | 2 46 32 | 2 59 39 | 3 66 48 | 3.2 72 55 | 3.9 75 59 | 2.7 75 59 | 2.7 66 52 | 2 57 45 | 2 46 37 | 1.9 37 28 |
| Temperatury w °F Opad całkowity w calach |           |         |         |         |           |           |           |           |         |         |           |

| I                                        | II        | III     | IV      | V       | VI        | VII       | VIII      | IX        | X       | XI      | XII       |
| 1.9 34 25                                | 1.6 37 27 | 2 46 32 | 2 59 39 | 3 66 48 | 3.2 72 55 | 3.9 75 59 | 2.7 75 59 | 2.7 66 52 | 2 57 45 | 2 46 37 | 1.9 37 28 |
| Temperatury w °F Opad całkowity w calach |           |         |         |         |           |           |           |           |         |         |           |

Kędzierzyn-Koźle znajduje się w strefie klimatu umiarkowanego o charakterze łagodnym i umiarkowanie ciepłym. Opierając się na klasyfikacji klimatu Köppena-Geigera, miejscowość położona jest w strefie Cfb – klimatu oceanicznego. Lato rozpoczyna się wcześnie i jest ciepłe, zima jest krótka i łagodna. Czas trwania zimy wynosi około 70 dni, a czas trwania lata około 90 dni. Średnia temperatura roczna powietrza wynosi 9,6 °C (średnia temp. stycznia -1,3 °C, a średnia temp. lipca 19,9 °C). Średnie roczne opady atmosferyczne w rejonie Kędzierzyna-Koźla wynoszą 733 mm.  
| Miesiąc                          | Sty  | Lut  | Mar  | Kwi  | Maj  | Cze  | Lip  | Sie  | Wrz  | Paź  | Lis | Gru  | Roczna |
| -------------------------------- | ---- | ---- | ---- | ---- | ---- | ---- | ---- | ---- | ---- | ---- | --- | ---- | ------ |
| Średnie temperatury w dzień [°C] | 1,3  | 3,2  | 8,2  | 14,5 | 19,0 | 22,1 | 24,3 | 24,2 | 19,3 | 13,8 | 8,3 | 3,1  | 13,4   |
| Średnie dobowe temperatury [°C]  | -1,3 | -0,1 | 3,9  | 9,6  | 14,4 | 17,9 | 19,9 | 19,6 | 15,0 | 10,1 | 5,5 | 0,7  | 9,6    |
| Średnie temperatury w nocy [°C]  | -4,0 | -3,4 | -0,4 | 4,2  | 9,1  | 12,9 | 15,0 | 14,6 | 10,6 | 6,5  | 2,8 | -1,8 | 5,5    |
| Opady [mm]                       | 47   | 41   | 51   | 51   | 77   | 81   | 98   | 68   | 69   | 51   | 51  | 48   | 733    |
| Średnia liczba dni z opadami     | 8    | 8    | 9    | 8    | 9    | 9    | 10   | 8    | 8    | 7    | 8   | 8    | 100    |
| Wilgotność [%]                   | 82   | 80   | 74   | 67   | 68   | 68   | 68   | 67   | 72   | 77   | 82  | 82   | 73,9   |
| Źródło: 2025-01-24               |      |      |      |      |      |      |      |      |      |      |     |      |        |

### Ochrona środowiska
Według raportu Światowej Organizacji Zdrowia w 2016 Kędzierzyn-Koźle zostało sklasyfikowane jako trzydzieste trzecie najbardziej zanieczyszczone miasto Unii Europejskiej. We wspólnym raporcie Greenpeace i AirVisual Kędzierzyn-Koźle został uwzględniony jako 6. w Polsce i 21. w Europie najbardziej zanieczyszczone miasto pyłem zawieszonym PM2,5 w 2018 roku.

#### Flora i fauna
O bogactwie flory Kędzierzyna-Koźla stanowi przeszło 400 gatunków roślin występujących w granicach miasta. Obok gatunków pospolitych, jak drzewiaste: sosna, świerk, modrzew, dąb (szypułkowy i czerwony), lipa, klon (zwyczajny i jawor), jesion, olsza, topola (czarna i osika), wierzba (różne gatunki) i brzoza; występują krzewy i krzewinki: bez czarny, głóg, czeremcha, róża, jeżyna, borówka czy jemioła; zielne: trawy, turzyce, sity, jeżogłówki w tym tworzące szuwar trzciny, tataraki i pałki, bylice czy komosy. Spotyka się także gatunki rzadkie w regionie i chronione. Na terenie miasta stwierdzono 13 gatunków roślin objętych ochroną, m.in.: bluszcz pospolity, kopytnik pospolity, barwinek pospolity, osoka aloesowata, grążel żółty, zimowit jesienny, kalina koralowa czy wawrzynek wilczełyko.
Świat zwierząt jest również bogaty. Występują tutaj gatunki całego spektrum siedlisk. Fauna związana z wodami, np.: jętki i ważki (świtezianki, ważka płaskobrzucha, żagnice), nartniki, pluskwiaki czy chrząszcze; płazy takie jak: żaby (zielone i brunatne), kumaki nizinne, ropuchy; ptaki: perkozy, gęsi, kaczki, wodniki, kurki wodne, czaple, kuropatwy, bażanty oraz wróblowate, zięby, sikory czy krukowate; ssaki: jelenie, sarny czy dziki.
Na terenie miasta znajdują się cztery użytki ekologiczne: 
- Oczko za składnicą
- Kaczy Dół
- Żabi Dół
- Ostojnik

### Handel
W mieście znajdują się placówki handlowe następujących sieci: 

- Action,
- Aldi,
- Biedronka,
- Carrefour,
- Castorama,
- Dealz,
- Delikatesy Centrum,
- Dino,
- Groszek,
- Kaufland,
- Lewiatan,
- Lidl,
- Netto,
- Odido,
- Stokrotka,
- TEDi,
- Żabka.

Na osiedlu Pogorzelec znajduje się galeria handlowa „Odrzańskie Ogrody”, która mieści ponad 70 sklepów, strefę restauracyjną, kawiarnie, kino Helios oraz siłownię.

### Podział administracyjny

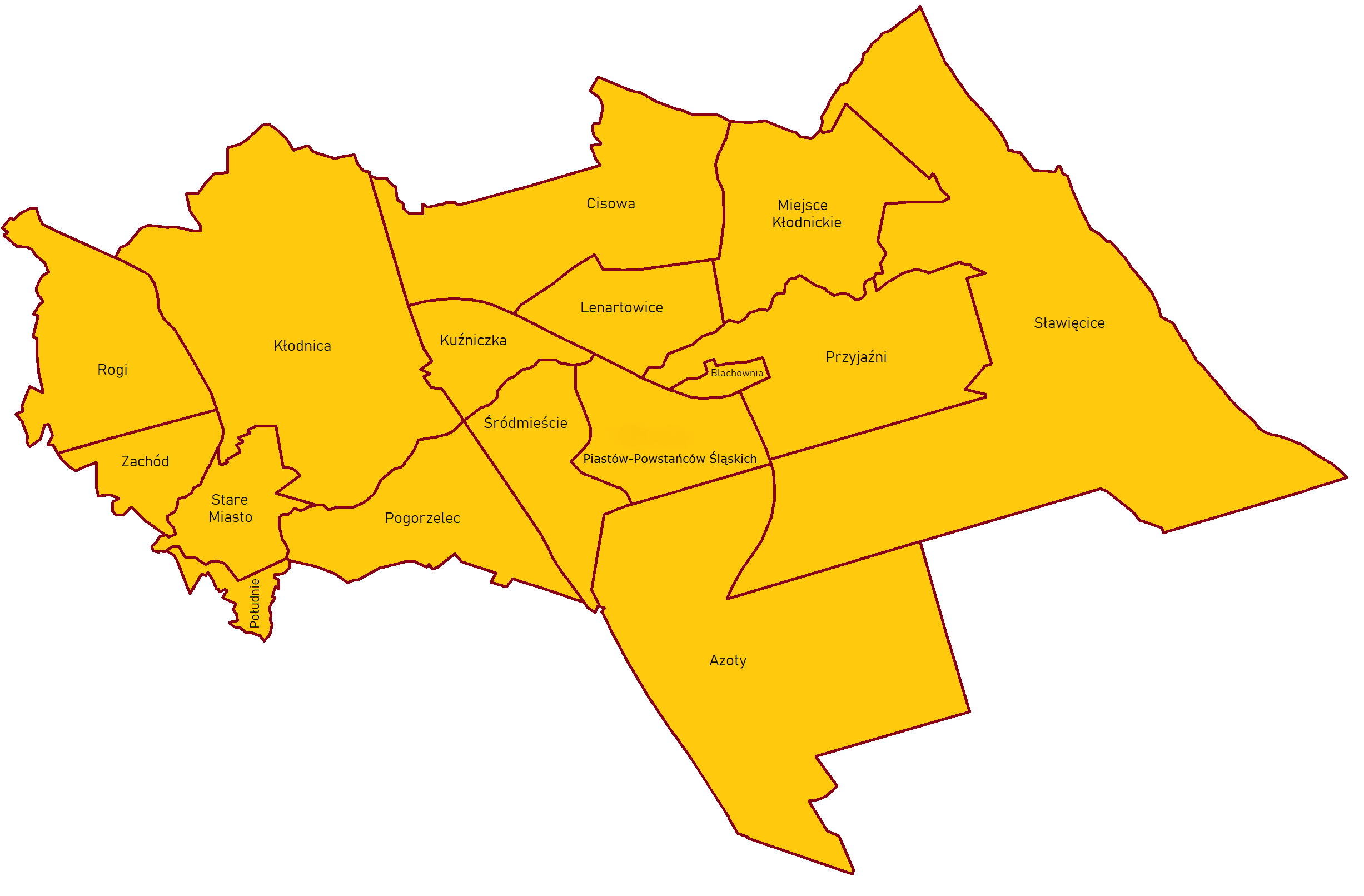
Podział administracyjny Kędzierzyna-Koźla

Kędzierzyn-Koźle nie tworzy spójnej całości – wyraźnie odrębne dzielnice są porozdzielane lasami, łąkami i polami uprawnymi. Miasto powstało w 1975 z połączenia czterech osobnych organizmów administracyjnych: Kędzierzyna, Koźla, Kłodnicy i Sławięcic (miasto i gmina).
Podzielone jest na 16 osiedli administracyjnych (jednostek pomocniczych gminy):

- Azoty
- Blachownia
- Cisowa
- Kłodnica
- Kuźniczka
- Lenartowice
- Miejsce Kłodnickie
- Piastów-Powstańców Śląskich
- Pogorzelec
- Południe
- Przyjaźni
- Rogi
- Sławięcice
- Stare Miasto
- Śródmieście
- Zachód

Ponadto zwyczajowo wyodrębnia się Biały Ług, Dąbrowa, Grabina, Koźle-Port, Krężel, Lasaki, Lisak, Malchów, Osiedle Piastów, Osiedle Powstańców Śląskich, Rybarze, Zmudzona i Żabieniec, jednak nie stanowią one obecnie jednostek pomocniczych miasta.

### Powiat
Miasto jest siedzibą władz samorządu powiatu kędzierzyńsko-kozielskiego.

## Nazwa

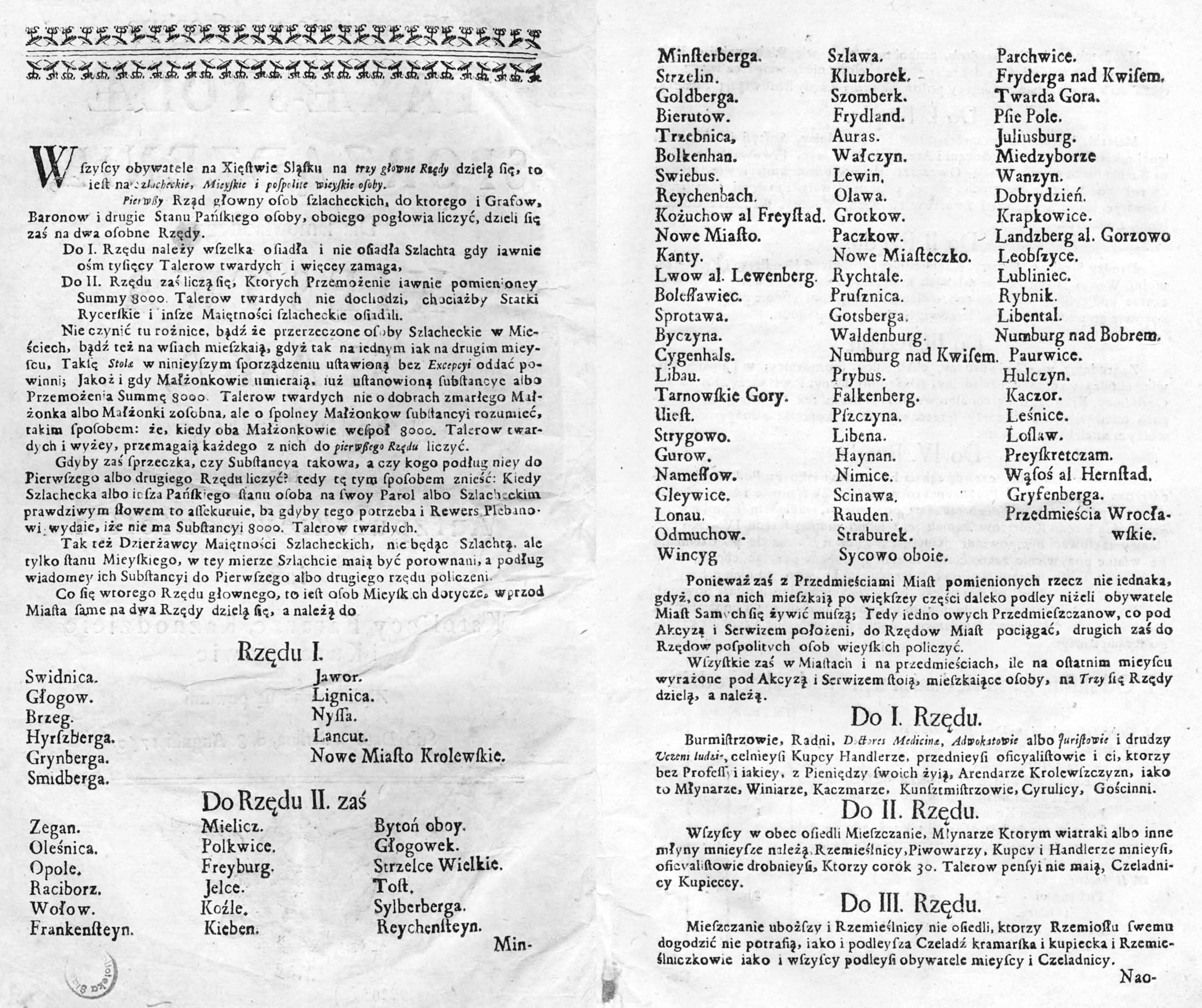
Koźle wśród innych nazw śląskich miejscowości w urzędowym pruskim dokumencie z 1750 wydanym w języku polskim w Berlinie

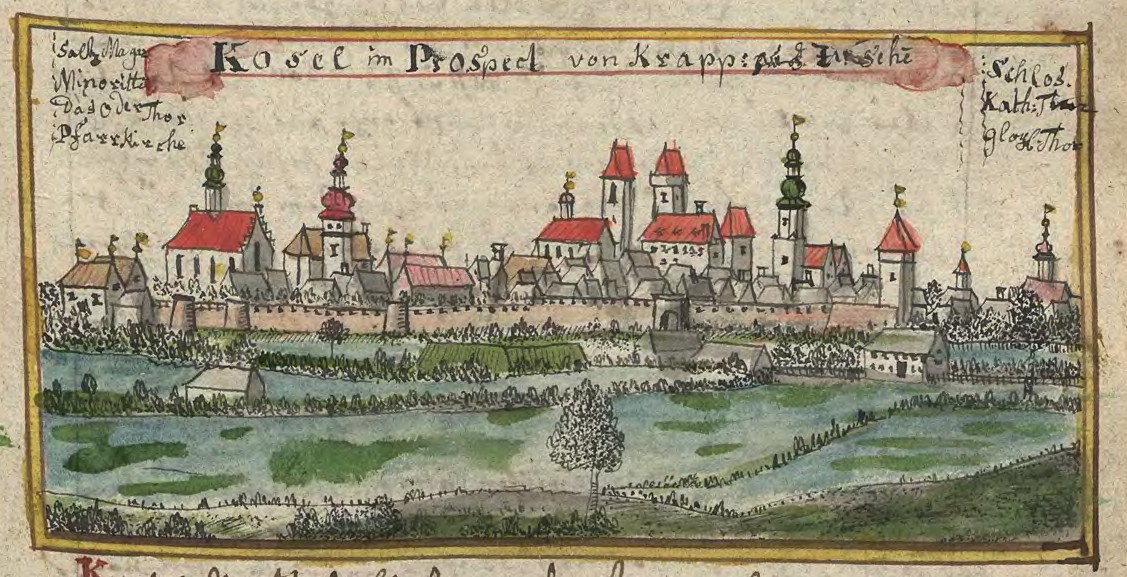
Panorama miasta Koźle (I poł. XVIII w.)

Nazwa miasta pochodzi z połączenia nazw dwóch miejscowości – Kędzierzyna oraz Koźla. Pierwsze informacje źródłowe o ufortyfikowanej osadzie Kosle pochodzą ze spisanej po łacinie w latach 1112–1116 przez Galla Anonima Kroniki polskiej. Z kolei w 1283 nazwa Kędzierzyna wymieniona została w zlatynizowanej formie jako Kandersino, a w 1410, Candirsyn. W pruskim urzędowym dokumencie z 1750 wydanym w języku polskim w Berlinie przez Fryderyka Wielkiego wymienione jest Koźle pośród innych śląskich miejscowości. Nazwę Koźle w książce „Krótki rys jeografii Szląska dla nauki początkowej” wydanej w Głogówku w 1847 wymienił śląski pisarz Józef Lompa. Polską nazwę Kędzierzyn oraz niemieckie Kandrzin i stację kolejową Kosel-Kandrzin wymienia Słownik geograficzny Królestwa Polskiego wydany na przełomie XIX i XX wieku.
W 1934 władze III Rzeszy zmieniły nazwę miasta z Kandrzin na Heydebreck O.S., która obowiązywała do 1945. Nowa nazwa upamiętniała dowódcę niemieckiego oddziału ochotniczego, Petera von Heydebrecka, który w czasie III powstania śląskiego walczył w bitwie pod Górą Świętej Anny oraz zdobył Kędzierzyn.
W dniu 30 października 1975 do Kędzierzyna przyłączono trzy inne miasta: Koźle, Kłodnicę i Sławięcice oraz gminę Sławięcice, przy czym nazwa połączonego miasta pozostała niezmieniona przez trzy dni. Obecnie obowiązująca nazwa urzędowa „Kędzierzyn-Koźle” weszła w życie 3 listopada 1975.

## Historia

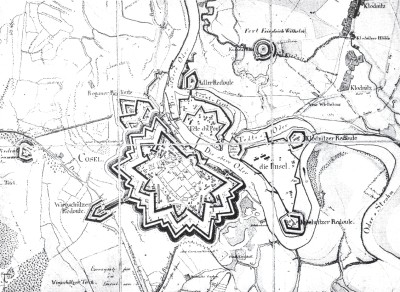
Plan Twierdzy Kozielskiej z 1851

Pierwsze wzmianki historyczne o Koźlu pochodzą z 1104, jednak nadanie praw miejskich nastąpiło dopiero w 1281. Ziemie te wchodziły wówczas w skład księstwa kozielsko-bytomskiego, które od 1289 było lennem króla czeskiego. W 1526 księstwo kozielsko-bytomskie wraz z Czechami przeszło pod władzę Habsburgów. Od 1741 pod panowaniem Prus. W 1743 nastąpił początek rozbudowy twierdzy w Koźlu (Twierdza Koźle). Znaczny rozwój gospodarczy całej okolicy rozpoczął się wraz z budową Kanału Kłodnickiego (lata 1792–1812). W 1807 twierdza kozielska była oblężona przez wojska napoleońskie. W 1845 uruchomiono linię kolejową Opole–Gliwice – był to początek rozwoju wsi Kędzierzyn, w której umieszczono stację kolejową. Od tego momentu Kędzierzyn rozpoczął swój systematyczny rozwój kosztem Koźla, którego rozwój ograniczało istnienie twierdzy. Sytuacji nie zmieniło zlikwidowanie w 1873 twierdzy kozielskiej i budowa portu rzecznego w Koźlu (lata 1891–1908). W 1921 okolica była terenem walk podczas III powstania śląskiego. Ziemie te, na mocy plebiscytu, pozostały w granicach Niemiec. W latach 1934–1938 wybudowano nowy Kanał Gliwicki. W 1945 w wyniku przegranej Niemców w wywołanej II wojnie światowej i po zdobyciu miasta przez Armię Czerwoną, miasto weszło w skład Polski. W 1951 Kędzierzyn otrzymał prawa miejskie, w 1973 Kłodnica i powtórnie Sławięcice. W 1975 nastąpiło przyłączenie do Kędzierzyna trzech miast (Koźla, Kłodnicy i Sławięcic) oraz gminy Sławięcice, które dały początek dzisiejszemu miastu Kędzierzyn-Koźle.

## Demografia
| Liczba ludności osiedli Kędzierzyna-Koźla | Liczba ludności osiedli Kędzierzyna-Koźla | Liczba ludności osiedli Kędzierzyna-Koźla | Liczba ludności osiedli Kędzierzyna-Koźla | Liczba ludności osiedli Kędzierzyna-Koźla | Liczba ludności osiedli Kędzierzyna-Koźla | Liczba ludności osiedli Kędzierzyna-Koźla | Liczba ludności osiedli Kędzierzyna-Koźla | Liczba ludności osiedli Kędzierzyna-Koźla |
| Lp.                                       | Osiedle administracyjne                   | Liczba mieszkańców                        | Liczba mieszkańców                        | Liczba mieszkańców                        | Liczba mieszkańców                        | Liczba mieszkańców                        | Liczba mieszkańców                        | Liczba mieszkańców                        |
| Lp.                                       | Osiedle administracyjne                   | 2010                                      | 2015                                      | 2020                                      | 2021                                      | 2022                                      | 2023                                      | 2024                                      |
| ----------------------------------------- | ----------------------------------------- | ----------------------------------------- | ----------------------------------------- | ----------------------------------------- | ----------------------------------------- | ----------------------------------------- | ----------------------------------------- | ----------------------------------------- |
| 1                                         | Azoty                                     | 1981                                      | 1799                                      | 1708                                      | 1684                                      | 1646                                      | 1625                                      | 1596                                      |
| 2                                         | Blachownia                                | 2813                                      | 2656                                      | 2440                                      | 2394                                      | 2340                                      | 2261                                      | 2243                                      |
| 3                                         | Cisowa                                    | 1802                                      | 1823                                      | 1812                                      | 1796                                      | 1808                                      | 1830                                      | 1830                                      |
| 4                                         | Kłodnica                                  | 4270                                      | 4136                                      | 3930                                      | 3870                                      | 3837                                      | 3821                                      | 3795                                      |
| 5                                         | Kuźniczka                                 | 1113                                      | 1092                                      | 1043                                      | 1024                                      | 1004                                      | 986                                       | 992                                       |
| 6                                         | Lenartowice                               | 382                                       | 429                                       | 469                                       | 474                                       | 476                                       | 484                                       | 480                                       |
| 7                                         | Miejsce Kłodnickie                        | 345                                       | 343                                       | 339                                       | 338                                       | 337                                       | 335                                       | 335                                       |
| 8                                         | Piastów-Powstańców Śląskich               | 8999                                      | 8439                                      | 7828                                      | 7617                                      | 7437                                      | 7257                                      | 7156                                      |
| 9                                         | Pogorzelec                                | 12 269                                    | 11 373                                    | 10 558                                    | 10 354                                    | 10 126                                    | 9898                                      | 9748                                      |
| 10                                        | Południe                                  | 753                                       | 740                                       | 698                                       | 691                                       | 680                                       | 670                                       | 655                                       |
| 11                                        | Przyjaźni                                 | 542                                       | 518                                       | 511                                       | 518                                       | 518                                       | 538                                       | 502                                       |
| 12                                        | Rogi                                      | 1233                                      | 1211                                      | 1192                                      | 1160                                      | 1157                                      | 1159                                      | 1150                                      |
| 13                                        | Sławięcice                                | 2704                                      | 2649                                      | 2490                                      | 2442                                      | 2401                                      | 2395                                      | 2354                                      |
| 14                                        | Stare Miasto                              | 3880                                      | 3650                                      | 3286                                      | 3187                                      | 3118                                      | 3060                                      | 3013                                      |
| 15                                        | Śródmieście                               | 13 349                                    | 12 399                                    | 11 346                                    | 11 021                                    | 10 790                                    | 10 452                                    | 10 243                                    |
| 16                                        | Zachód                                    | 5803                                      | 5492                                      | 5223                                      | 5135                                      | 5048                                      | 4920                                      | 4835                                      |
| Łącznie                                   | Łącznie                                   | 62 238                                    | 58 749                                    | 54 873                                    | 53 705                                    | 52 723                                    | 51 709                                    | 50 927                                    |

Rozkład liczby kobiet i mężczyzn wg wieku zamieszkałych w Kędzierzynie-Koźlu (stan na 2023) był następujący:

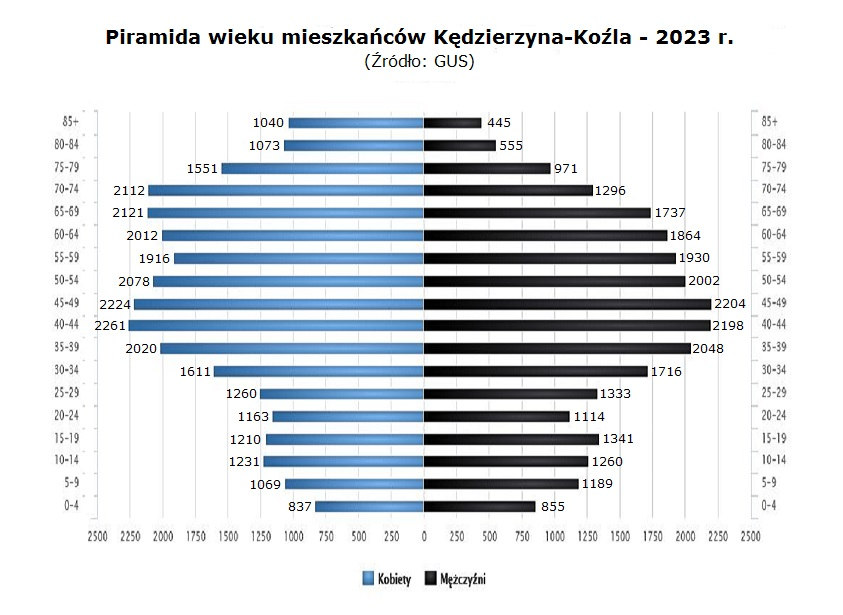

Kędzierzyn-Koźle podlega pod Urząd Statystyczny w Opolu, oddział w Prudniku.

## Zabytki

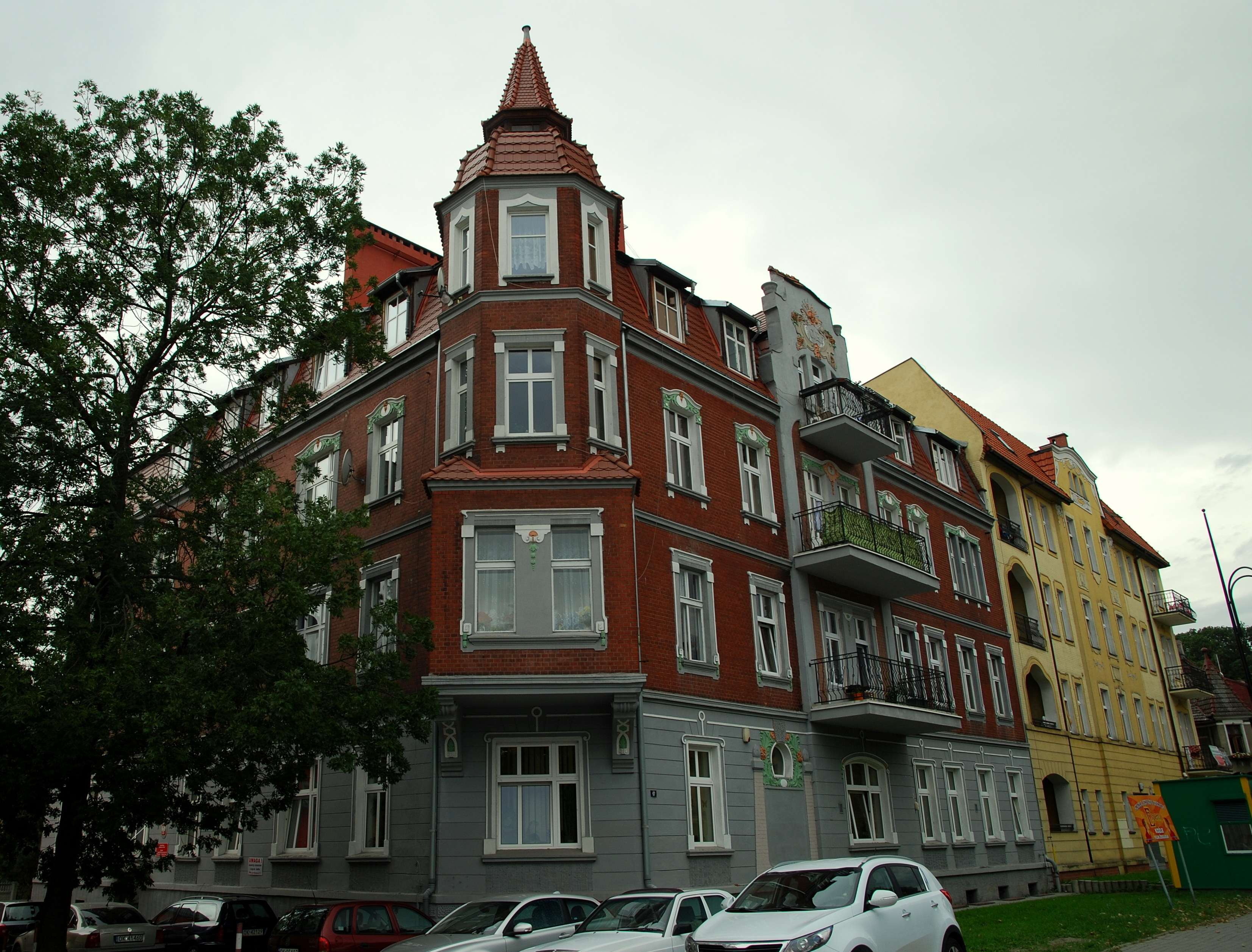
Kamienica, ul. Piastowska 17

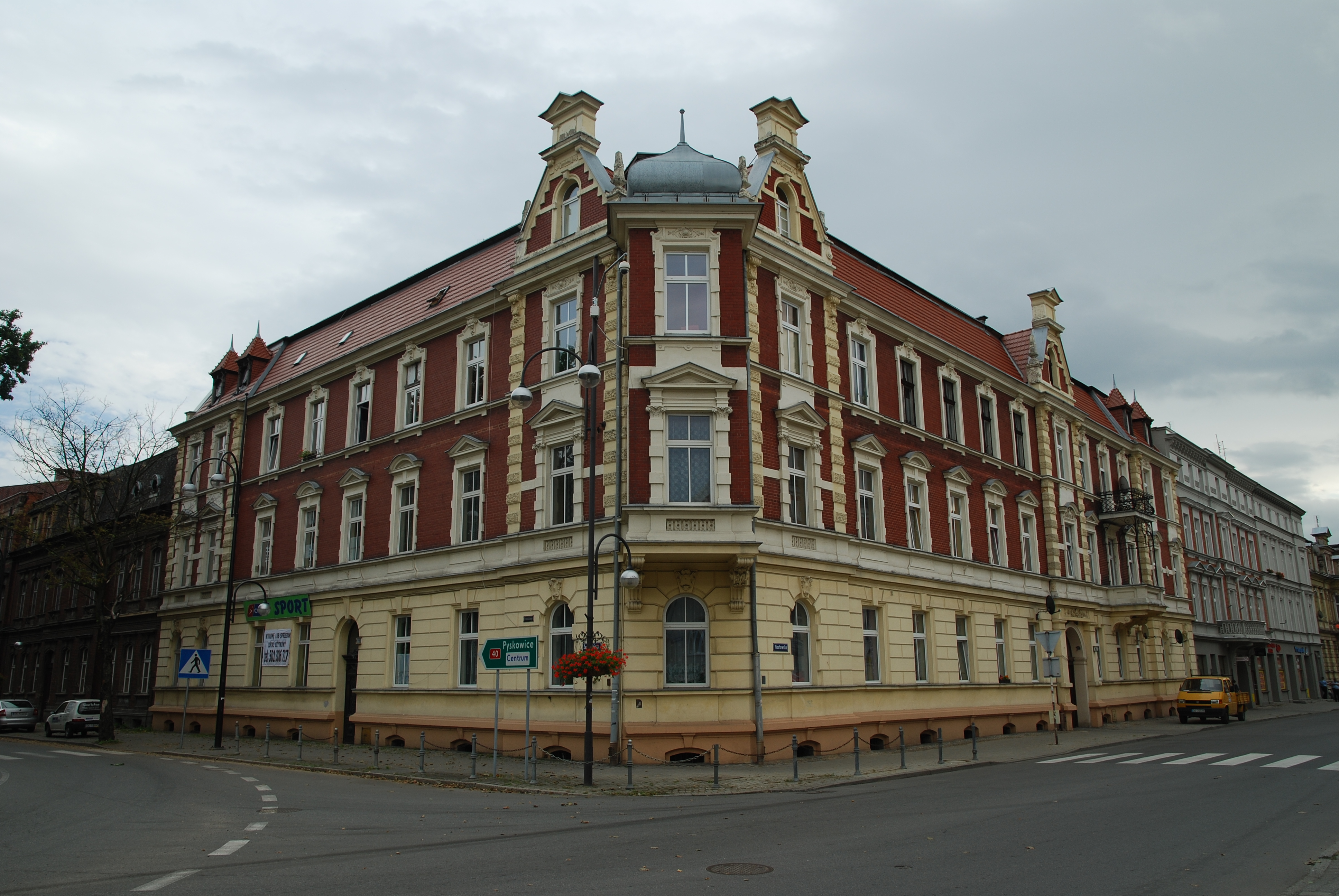
Kamienica, ul. Żeromskiego 9

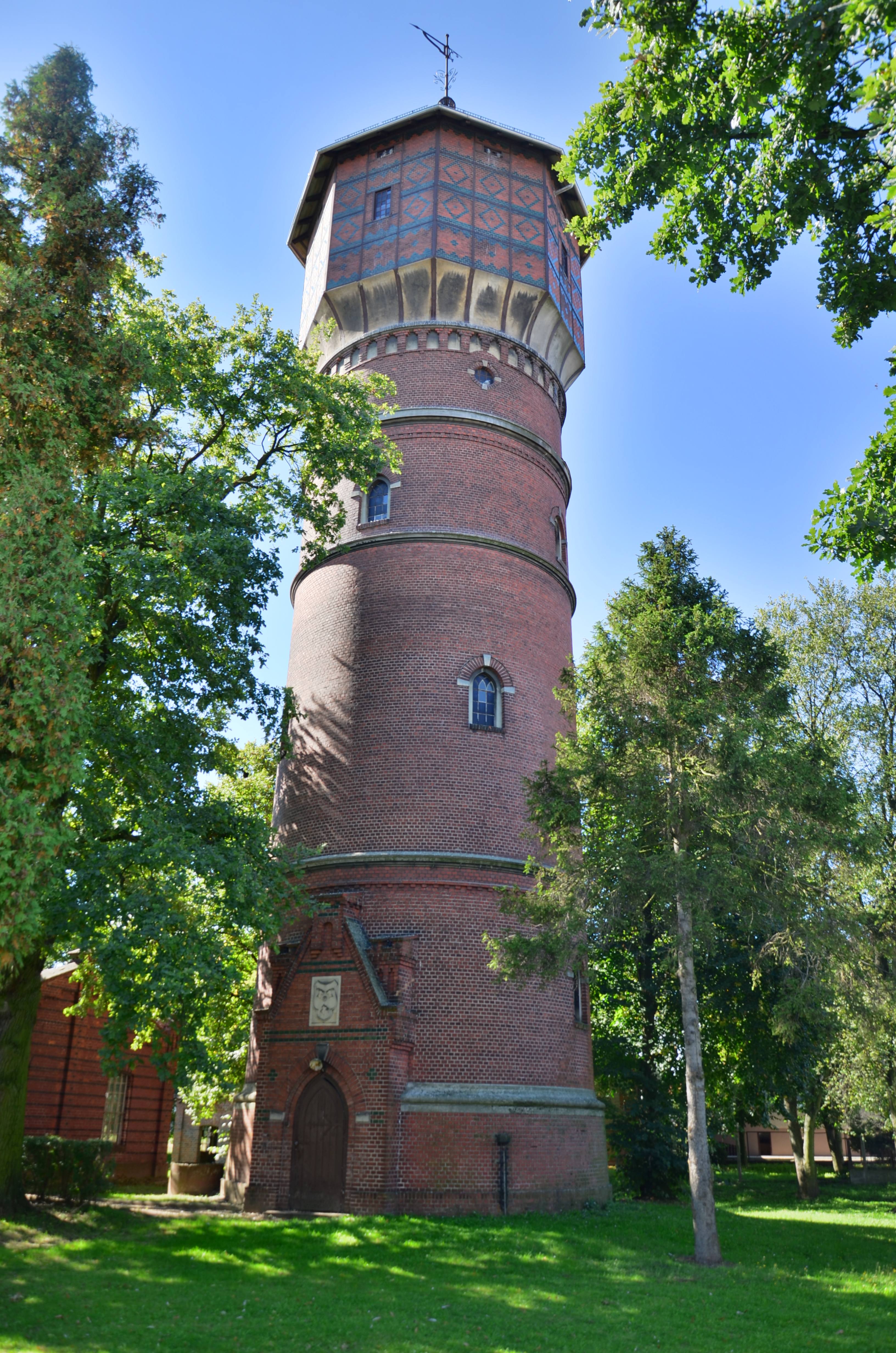
Wodociągowa wieża ciśnień w zespole wodociągów miejskich

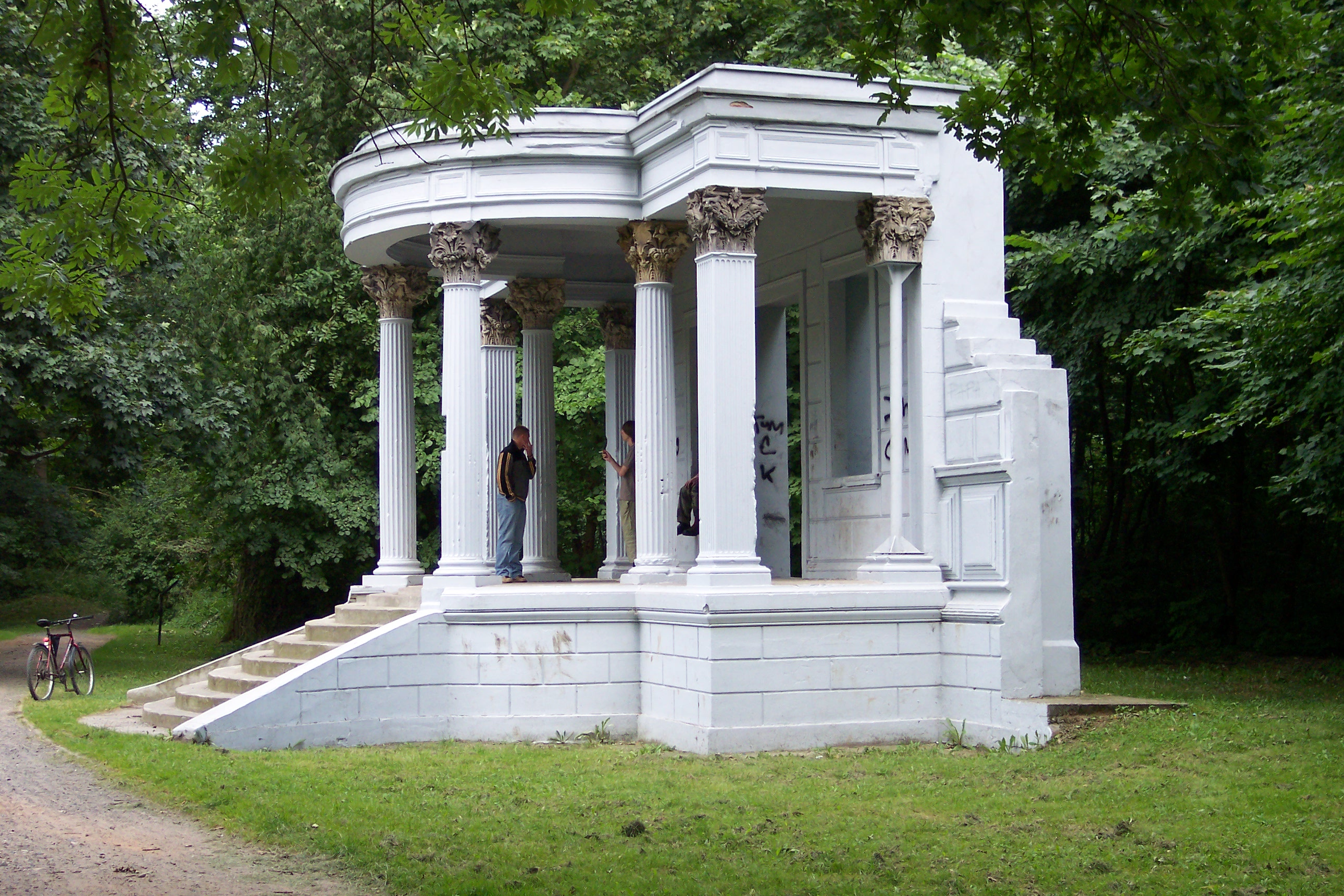
Pozostałość po pałacu (park w Sławięcicach)

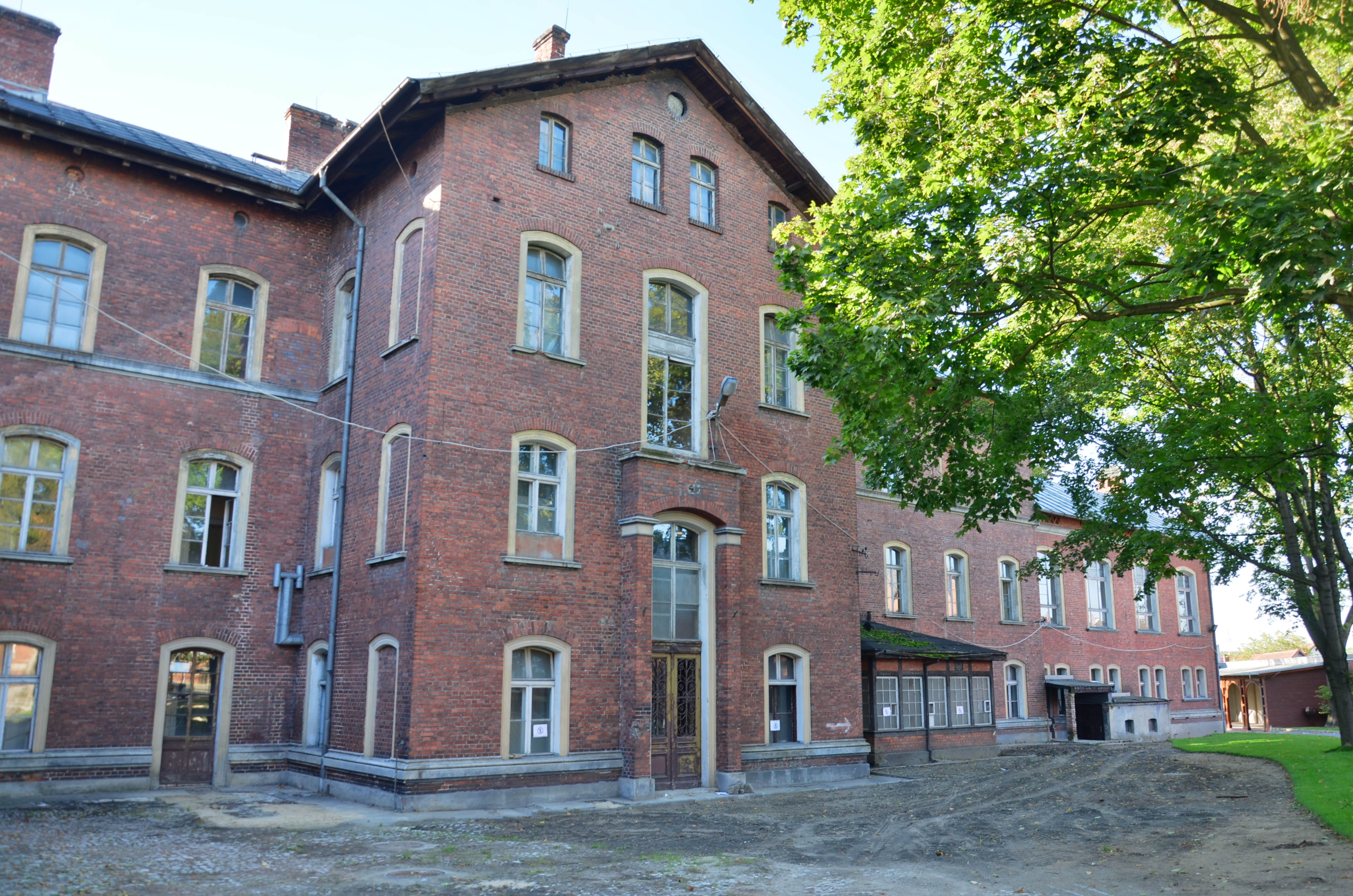
Dawny Zespół Szpitalny im. R. Kocha – Sławięcice

W rejestrze zabytków nieruchomych województwa opolskiego na dzień 31 maja 2017 figuruje 76 obiektów z terenu Kędzierzyna-Koźla, m.in.:
Koźle, Kędzierzyn
- stare miasto Koźle (w ramach założeń średniowiecznych)
- kościół parafialny pw. św. Zygmunta i św. Jadwigi Śląskiej, ul. Złotnicza, z 1489 – XV wiek, 1570, XIX w., z wieżą gotycko-renesansową
- kościół parafialny pw. św. Mikołaja, ul. Judyma 1, z lat 1901–1902 w Kędzierzynie
- kościół parafialny pw. MB Bolesnej, ul. Kłodnicka 2, z 1928
- zespół klasztorny franciszkanów, ul. Doktora Wojciecha Czerwińskiego 5: kościół poklasztorny pw. Wniebowzięcia NMP, ob. fil. z lat 1751–1753, klasztor, ob. biura, z 1753 – XVIII w., XIX w.
- kościół ewangelicko-augsburski w Kędzierzynie, ul. Głowackiego 17, z lat 1902–1903
- kapliczka-dzwonnica, tzw. Pańszczyźniana, ul. Wyspiańskiego, 1814
- mogiły żołnierzy polskich, uczestników Kampanii Wrześniowej 1939, na cmentarzu rzym.-kat., ul. Cmentarna
- mogiła zbiorowa żołnierzy I Armii WP poległych w 1945
- cmentarz wojenny żołnierzy Armii Radzieckiej, ul. Jana Pawła II w Kędzierzynie
- zamek w Koźlu – najwcześniejsza faza zamku została najpewniej wzniesiona jako siedziba kasztelańska równocześnie z lokacją miasta przez Kazimierza opolskiego, datowaną na 1222. Pierwszym znanym jego zarządcą był kasztelan Naczesław, wzmiankowany w latach 1222–1230. Założenie wzniesiono z cegły posadowionej na fundamencie kamiennym i w pierwszej fazie składało się z późnoromańskiej wolnostojącej wieży mieszkalnej. Gdy w latach 1312–1335 miasto stało się stolicą samodzielnego księstwa kozielskiego, rządzonego samodzielnie przez Władysława od 1303, zamek rozbudowano, by mógł spełniać funkcję siedziby książęcej oraz kwatery dla drużyny, wzmiankowanej w 1283. Wieżę otoczono murem obwodowym o zarysie zbliżonym do kwadratu o wymiarach 41,5 × 42,8 m, z bramą umieszczoną od wschodu oraz wzniesioną przy narożniku południowo-wschodnim czworoboczną basztą. Na lata 1558–1562 datowana jest przebudowa w stylu renesansowym, w czasie której powstały zabudowania południowego oraz zachodniego skrzydła[38].
- mury obronne Koźla, z XIV w., z poł. XVI w.: fragment murów, ul. Kraszewskiego, fragment murów oporowy z fragmentami półkolistej bastei – baszty, obok zamku
- fortyfikacje „fryderycjańskie” Twierdzy Koźle: obwałowania i fosy, murowano-ziemne, z XVIII w. Zachowały się fragmenty fortyfikacji na lewym brzegu Odry, pięć narożników obwodu wału głównego, fragmenty wewnętrznego obwodu walki oraz przedwał z kilkoma hangarami prochowymi; przedstok z fosą przekształcono w planty miejskie i rozproszone umocnienia na brzegu prawym: Fort Fryderyka Wilhelma, Wieża Montalemberta, fort Rondel, ul. Portowa z XVIII w., schron forteczny, wzniesiony w XVIII–XIX wieku, budynek forteczny z XVIII w./XIX w., studnia forteczna z XIX w., ul. Konopnickiej, Żeromskiego, Piramowicza, Skarbowa, Planty, Zamkowa, Garncarska, Targowa
- planty miejskie, na terenie fortyfikacji Twierdzy Koźle, z poł. XIX w.
- dom, ul. Bolesława Chrobrego 20, z pocz. XX w.
- prochownia, ob. magazyn, ul. Garncarska 1, z XVIII w./XIX w.
- dom, ul. Grunwaldzka 5, z pocz. XX w.
- dom, ul. Łukasiewicza 9, z 1908, Poczta, Bank PKO, Caritas
- dom, ul. Matejki 10–12, z lat 1900–1910
- domy, ul. Pamięci Sybiraków 2, z k. XVIII w.-1920 nr 4, z XVIII w.-XX w.
- domy – kamienice, ul. Piastowska 3, 5, 7, 17, 33, z k. XIX w./XX w.
- dom, ul. Piramowicza 17, z XIX w./XX w., dawny szpital
- budynek administracyjny d. starostwa powiatowego, ob. urząd miasta, ul. Piramowicza 32, z lat 1909–1910: dom dozorcy
- areszt z wartownią, ul. Racławicka 10, z czwartej ćw. XIX w.,
- domy, Rynek 1, 2, z 1798, 1800, XVIII w.-XX w.
- kasyno wojskowe, ob. Miejski Ośrodek Kultury, ul. Skarbowa 10, z 1930
- dom, ul. Skłodowskiej 7, z XIX w./XX w.
- zespół dworski, ul. Sławięcicka 3, z 1930: dwór, park
- trzy budynki koszarowe, ob. domy mieszkalne, ul. Targowa 13/15, 17/21, 23/27, z lat 1776–1778, XIX w.-XX w.
- dom, ul. Żeromskiego 9, z k. XIX w.
- zespół wodociągów miejskich, ul. Filtrowa 14, z lat 1900–1902: wieża ciśnień, pompownia, budynek biurowy
- wieże ciśnień PKP nr 1 i przepompownia ze stacją trafo, nr 2, nr 3, nr 4, ul. Towarowa w Kędzierzynie, z lat 1908–1914, wieża ciśnień wodociągowa PKP, na stacji Koźle–Port, z 1905
- stary Kanał Kłodnicki, który łączył Koźle z Gliwicami (wybudowany w latach 1792–1812) w Kłodnicy, na terenie miasta i w granicach województwa
- sześć śluz – Śluzy Koźle, odremontowana po powodzi 1997, śluza IV nie istnieje

Kłodnica
- dom, ul. Krasickiego 12, drewniany, z XIX w., nie istnieje

Sławięcice
- kościół parafialny pod wezwaniem św. Katarzyny, z lat 1864–1869, ul. Staszica, wypisany z księgi rejestru
- zespół plebanii przy kościele św. Katarzyny, ul. Staszica 1, z XIX w.: plebania, budynek gospodarczy, altana w ogrodzie
- zespół pałacowy, pozostałości z XVIII w.-XIX w., jeden z największych parków województwa: barokowy pawilon ogrodowy – belweder, z 1802, późnoklasycystyczny dom ogrodnika, z 1830, park; mogiła zbiorowa powstańców śląskich, z 1921
- zespół szpitala im. Roberta Kocha, ul. Orkana 14, z lat 1880–1884: budynek mieszkalno-biurowy – pawilon „A” z łącznikiem, budynek administracyjno-pomocniczy – pawilon „B” z łącznikiem, budynek szpitalny – pawilon „C”, budynek mieszkalno-gospodarczy – pawilon „D”, z 1925, dwie leżakownie, drewniane, zieleń parkowa, ogrodzenie, murowane z bramami
- dom, ul. Sadowa 95, z 1830, nie istnieje
- elektrownia wodna, ob. dom mieszkalno-przemysłowy, ul. Puszkina 1, z poł. XIX w.
- krematorium, znajduje się na placu apelowym, na terenie dawnego obozu hitlerowskiego, poza rejestrem: pomnik ku czci pomordowanym, w otaczającym lesie – liczne pozostałości wież strzelniczych i bram wjazdowych.

inne zabytki:
- synagoga (obecnie nieistniejąca)
- cmentarz żydowski
- zespół portowy, ul. Żeglarska w Koźlu–Porcie posiada trzy baseny z zachowanymi urządzeniami przeładunkowymi (wywrotnice wagonowe)
- schron przy ul. Szymanowskiego, koło starego boiska, zasypany, widoczne są tylko kominy
- kaplica pańszczyźniana, ul. Wyspiańskiego w Kłodnicy
- syfon w Lenartowicach, ul. Nowowiejska, gdzie rzeka Kłodnica przepływa pod Kanałem Gliwickim.

## Podział użytkowy powierzchni miasta
Według danych SWDE z 2017:
- Powierzchnia użytków rolnych: 2860 ha, w tym:
  - Grunty orne: 2175 ha
  - Sady: 29 ha
  - Łąki: 413 ha
  - Pastwiska: 134 ha
- Lasy i grunty leśne: 5758 ha
- Pozostałe grunty i nieużytki: 3724 ha

## Transport

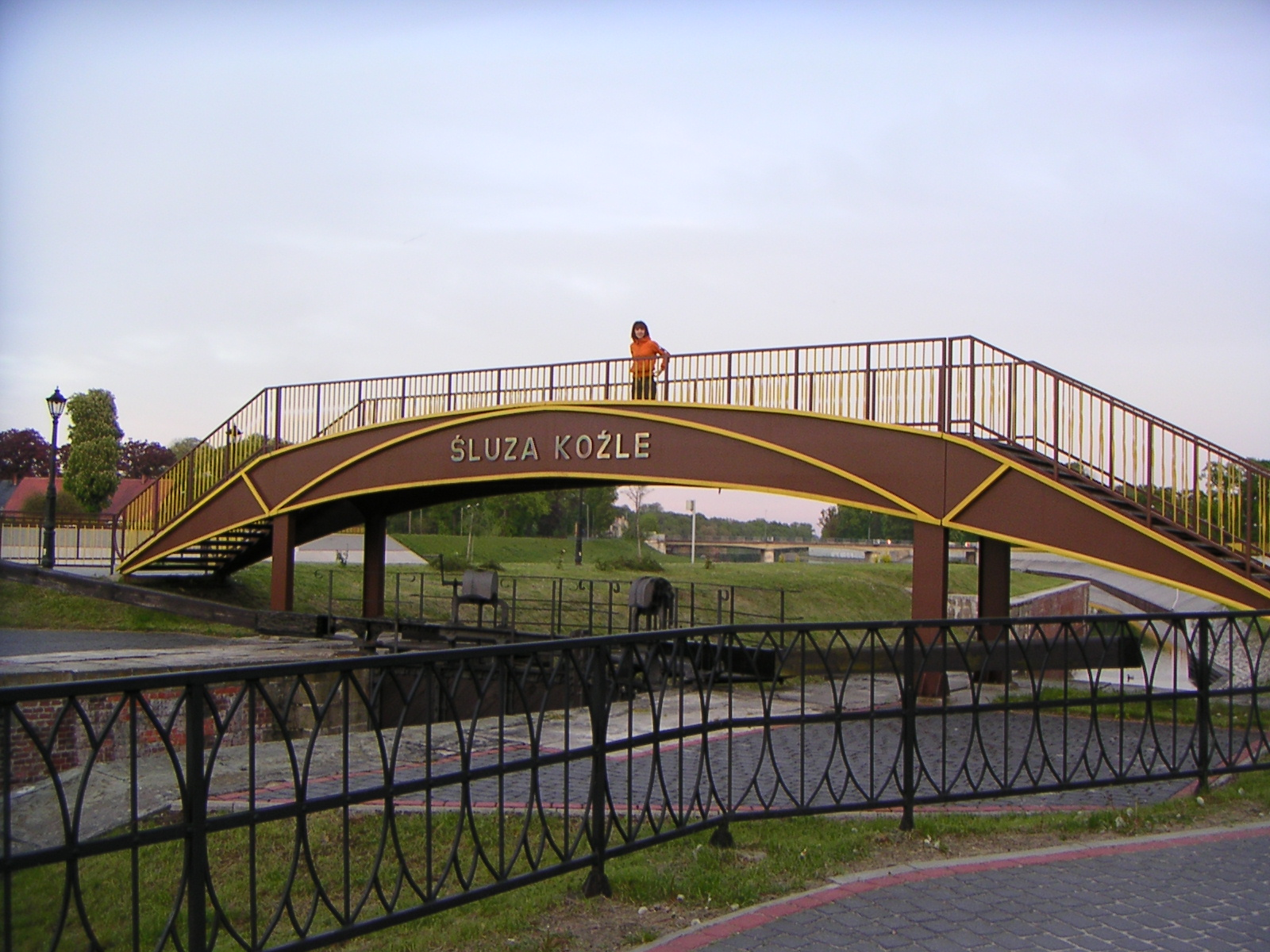
Kładka piesza nad śluzą wodną w Koźlu

### Transport drogowy
Miasto jest położone na skrzyżowaniu szlaków komunikacyjnych Górnego i Dolnego Śląska. Przez Kędzierzyn-Koźle przebiega droga krajowa nr 40 Głuchołazy – Pyskowice.
Ponadto w mieście zbiegają się drogi wojewódzkie:
- droga wojewódzka nr 408 Kędzierzyn-Koźle – Gliwice
- droga wojewódzka nr 410 Kędzierzyn-Koźle – Brzeźce
- droga wojewódzka nr 418 Kędzierzyn-Koźle – Reńska Wieś
- droga wojewódzka nr 423 Kędzierzyn-Koźle – Opole
- droga wojewódzka nr 426 Kędzierzyn-Koźle – Zawadzkie

Wybudowano część obwodnicy (w 2008 zatwierdzono plan budowy pozostałej części obwodnicy z nowym mostem na rzece Odrze) oraz dogodne połączenie z autostradą A4 Jędrzychowice – Korczowa, w miejscowości Olszowa.
Zjazdy z autostrady A4 w kierunku na Kędzierzyn-Koźle:
- Dąbrówka na drogę krajową nr 45 Opole – Zabełków
- Gogolin na drogę wojewódzką nr 423
- Krapkowice na drogę wojewódzką nr 409 Dębina – Strzelce Opolskie, a następnie na drogę wojewódzką nr 423
- Olszowa na drogę wojewódzką nr 426
- Łany na drogę krajową nr 40
- Ostropa na drogę wojewódzką nr 408

Na terytorium Kędzierzyna-Koźla znajduje się trzynaście rond:
| Ronda drogowe na obszarze Kędzierzyna-Koźla |                                   |                                                                        |                    |
| Lp.                                         | Nazwa                             | Skrzyżowanie ulic                                                      | Dzielnica          |
| 1.                                          |                                   | Mościckiego – Grabskiego – Witosa                                      | Azoty              |
| 2.                                          |                                   | Szkolna – Zwycięstwa                                                   | Blachownia         |
| 3.                                          |                                   | Obwodnica Północna – Łącznik                                           | Miejsce Kłodnickie |
| 4.                                          |                                   | Szpaków – Łącznik                                                      | Miejsce Kłodnickie |
| 5.                                          | Księdza Jana Opieli OMI           | Gliwicka – Kozielska                                                   | Pogorzelec         |
| 6.                                          | Milenijne                         | Gliwicka – Al. Armii Krajowej – Wyspiańskiego – Obwodnica Południowa   | Pogorzelec         |
| 7.                                          | Praw Kobiet                       | Gliwicka – Krokusów                                                    | Pogorzelec         |
| 8.                                          | Rafała Wojaczka                   | Kozielska – Tartaczna – Reja                                           | Pogorzelec         |
| 9.                                          | Rotmistrza Witolda Pileckiego     | Al. Armii Krajowej – Doktora Anatola Majchera                          | Pogorzelec         |
| 10.                                         |                                   | Przyjaźni – Strzelecka – Energetyków – Łącznik                         | Przyjaźni          |
| 11.                                         | Sławięcickie                      | Obwodnica Północna – Sławięcicka                                       | Sławięcice         |
| 12.                                         | Generała Stefana Grota-Roweckiego | Al. Armii Krajowej – Obwodnica Północna                                | Śródmieście        |
| 13.                                         | Grunwaldzkie                      | Grunwaldzka – Al. Armii Krajowej                                       | Śródmieście        |
| 14.                                         | Konstantego Chmielewskiego        | Al. Jana Pawła II – Miła – 1 Maja                                      | Śródmieście        |
| 15.                                         | Solidarności                      | Al. Jana Pawła II – Grunwaldzka – Dworcowa – Traugutta – Karola Miarki | Śródmieście        |

#### Transport autobusowy

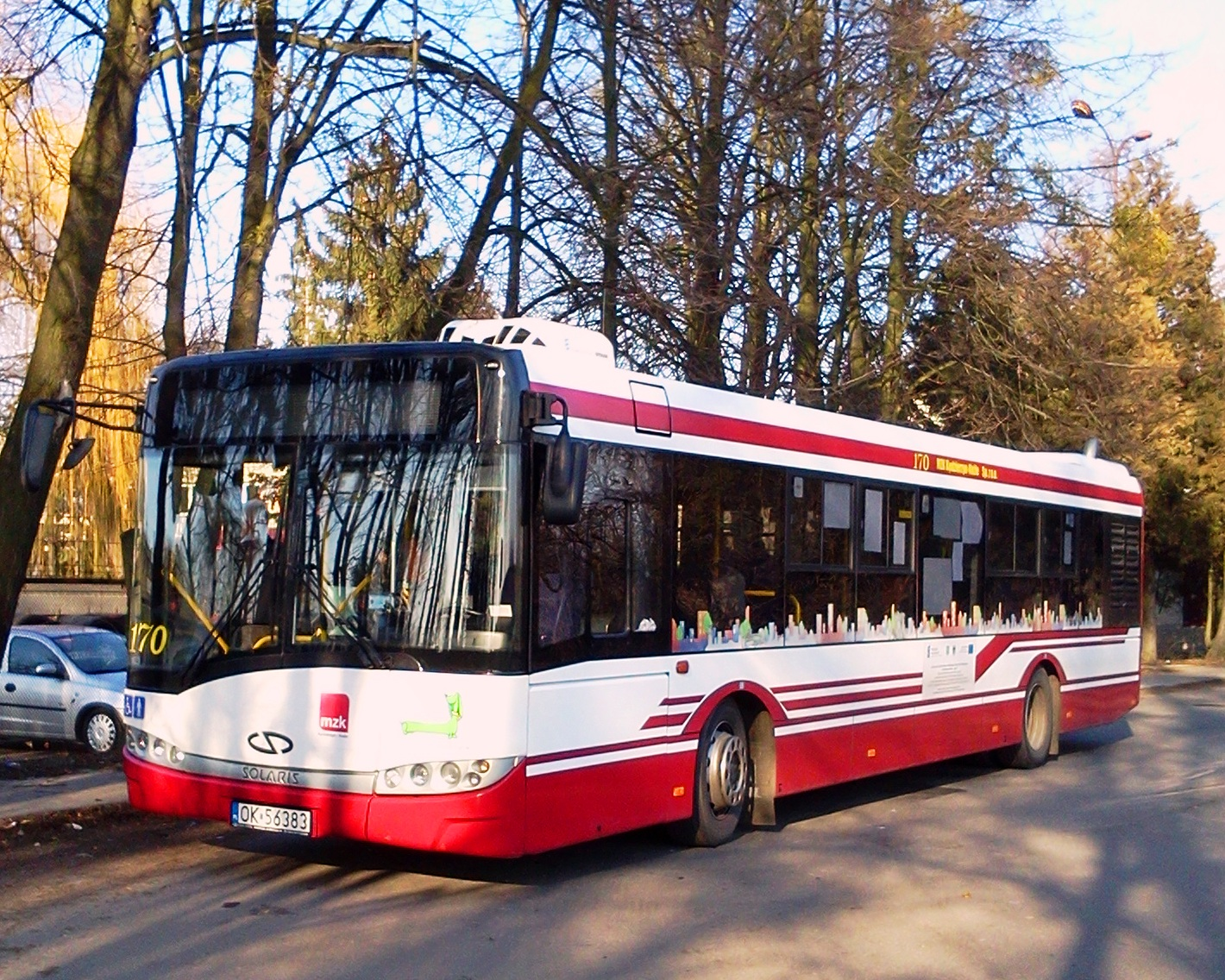
Solaris Urbino, MZK Kędzierzyn-Koźle

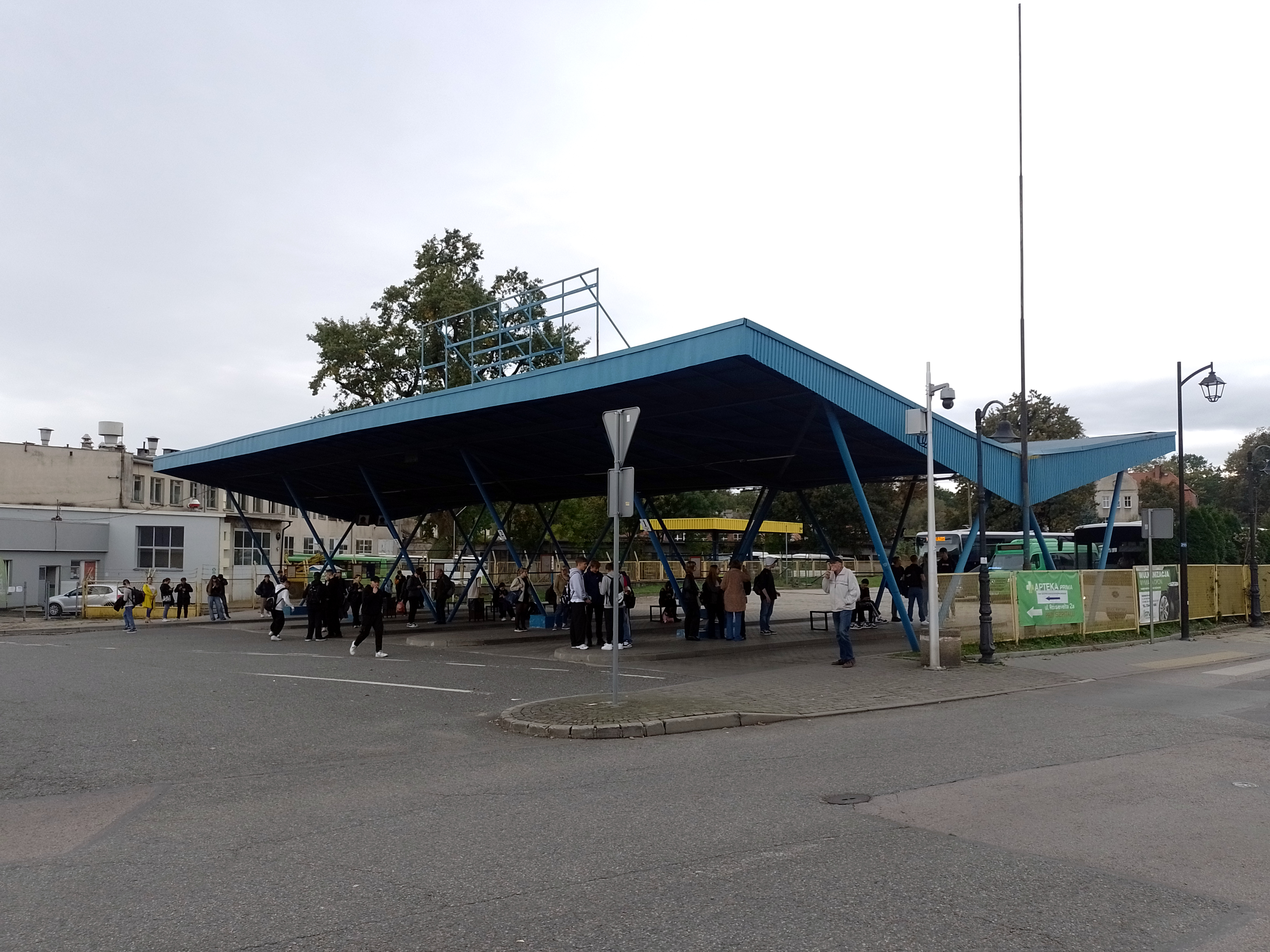
Dworzec autobusowy w Koźlu

Komunikację miejską zapewnia Miejski Zakład Komunikacyjny w Kędzierzynie-Koźlu, który prowadzi od 1 maja 1969 działalność przewozową osób na terenie miasta. Obecnie istnieje 12 linii.
Transport międzymiastowy zapewnia GTVBUS Polska sp. z o.o. Odział Kędzierzyn-Koźle (wcześniej Przedsiębiorstwo Komunikacji Samochodowej S.A., a potem Veolia Transport Opolszczyzna Spółka z o.o.), która posiada w Kędzierzynie-Koźlu około 25 przystanków oraz dworzec autobusowy w Koźlu. Spółka obsługuje liczne połączenia lokalne na terenie powiatu Kędzierzyn-Koźle oraz częściowo na terenie powiatów Krapkowice i Prudnik.

### Transport kolejowy

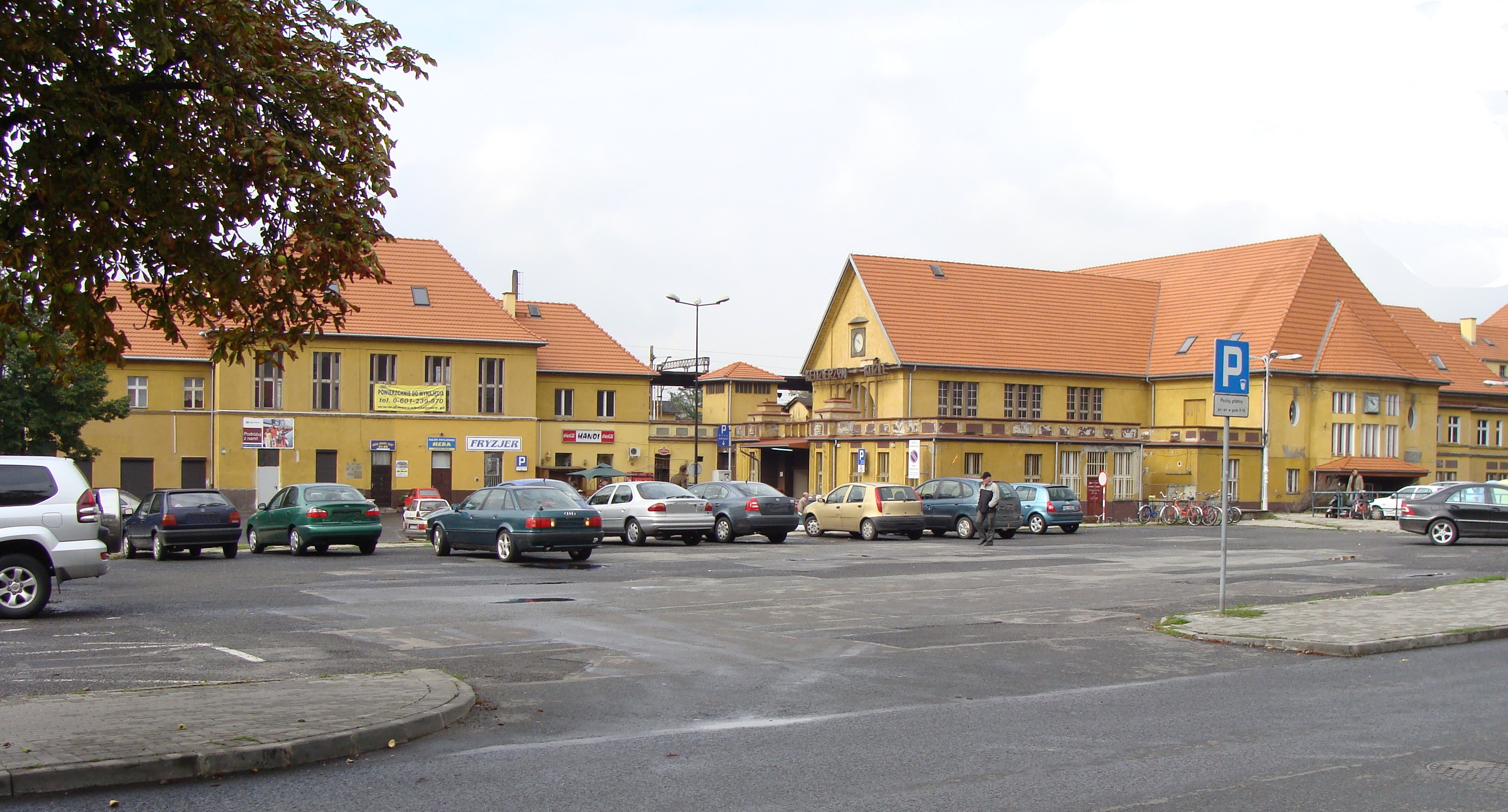
Dworzec Główny Kędzierzyn-Koźle (przed modernizacją)

Kędzierzyn-Koźle leży na trasie linii o znaczeniu krajowym i międzynarodowym. Przez miasto przebiegają dwie międzynarodowe linie kolejowe: E-30 i E-59. W Kędzierzynie-Koźlu początek ma Podsudecka Magistrala Kolejowa, która jest niezelektryfikowaną częścią linii kolejowej nr 137. Miasto posiada pięć stacji kolejowych:
- Dworzec Główny – jedna z największych stacji kolejowych w województwie opolskim
- Kędzierzyn-Koźle Przystanek – przystanek kolejowy w dzielnicy Koźle-Port
- Kędzierzyn-Koźle Zachodnie – przystanek kolejowy w dzielnicy Koźle
- Sławięcice – stacja kolejowa w dzielnicy Sławięcice
- Kędzierzyn Koźle Azoty – przystanek kolejowy w dzielnicy Azoty

Przez teren miasta przechodzi 12 linii kolejowych wykorzystywanych do ruchu pasażerskiego lub towarowego:
- Linia kolejowa nr 136 o znaczeniu magistralnym: Kędzierzyn-Koźle – Opole Groszowice
- Linia kolejowa nr 137 o znaczeniu magistralnym/pierwszorzędnym[d]: Katowice – Legnica
- Linia kolejowa nr 151 o znaczeniu magistralnym: Kędzierzyn-Koźle – Chałupki
- Linia kolejowa nr 174 o znaczeniu miejscowym: Kędzierzyn-Koźle KKD – Żabieniec
- Linia kolejowa nr 199 o znaczeniu magistralnym: Rudziniec Gliwicki – Kędzierzyn-Koźle KKA
- Linia kolejowa nr 680 o znaczeniu drugorzędnym: Kędzierzyn-Koźle KKD – Kłodnica
- Linia kolejowa nr 681 o znaczeniu pierwszorzędnym: Nowa Wieś – Stare Koźle
- Linia kolejowa nr 682 o znaczeniu drugorzędnym: Nowa Wieś – Kędzierzyn-Koźle KKB
- Linia kolejowa nr 709 o znaczeniu drugorzędnym: Kędzierzyn-Koźle – Stare Koźle
- Linia kolejowa nr 872 o znaczeniu miejscowym: Nowa Wieś – Kędzierzyn-Koźle KKC
- Linia kolejowa nr 890 o znaczeniu miejscowym: Bierawa – Zakłady Azotowe Kędzierzyn
- Linia kolejowa nr 956 o znaczeniu miejscowym: Kędzierzyn-Koźle KKC – Kędzierzyn-Koźle KKB 12

W mieście siedzibę ma przewoźnik kolejowy DB Cargo Spedkol, a Grupa Azoty Koltar zlokalizowała jeden ze swoich oddziałów.

### Transport wodny

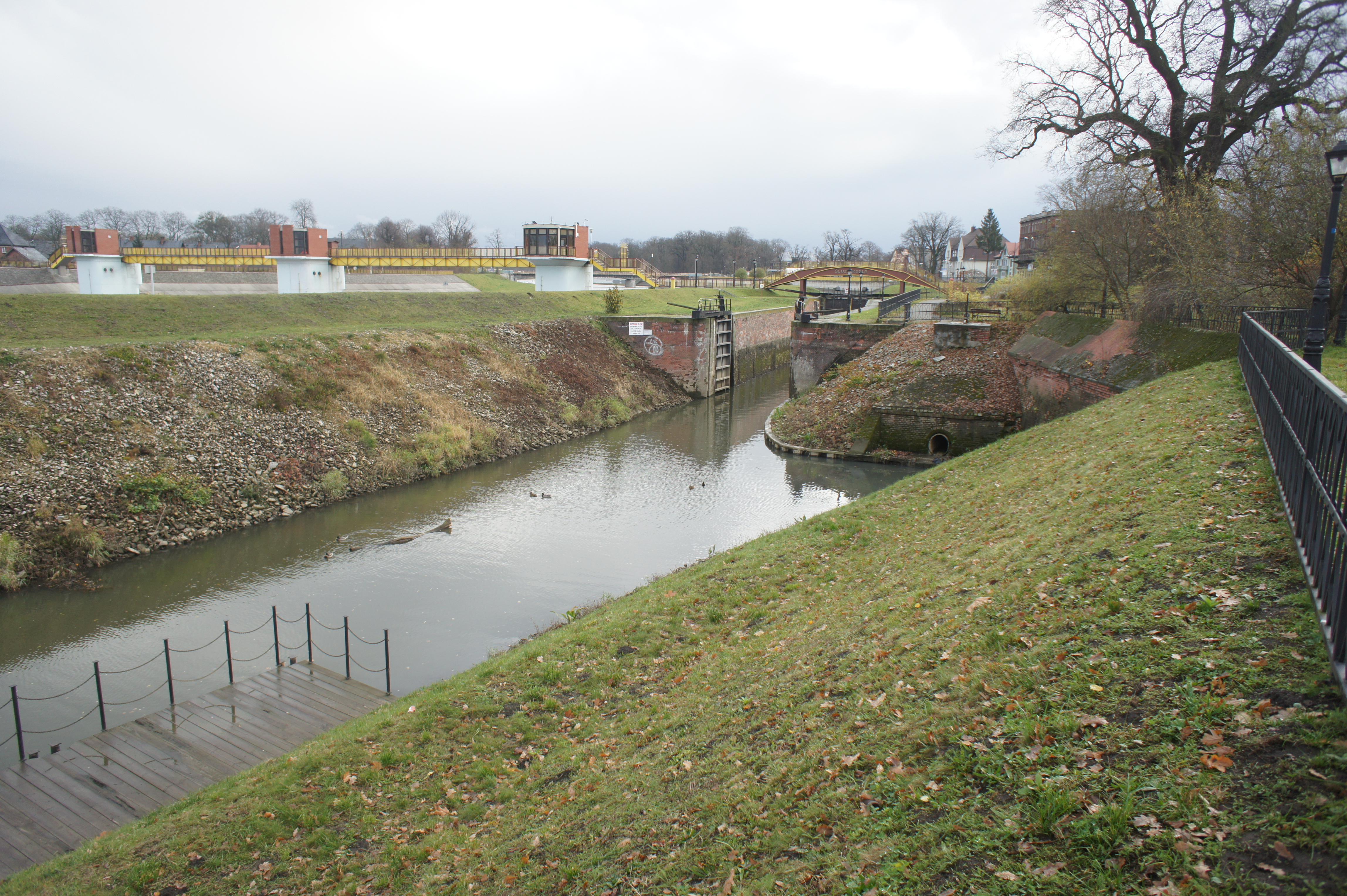
Śluza wodna Koźle

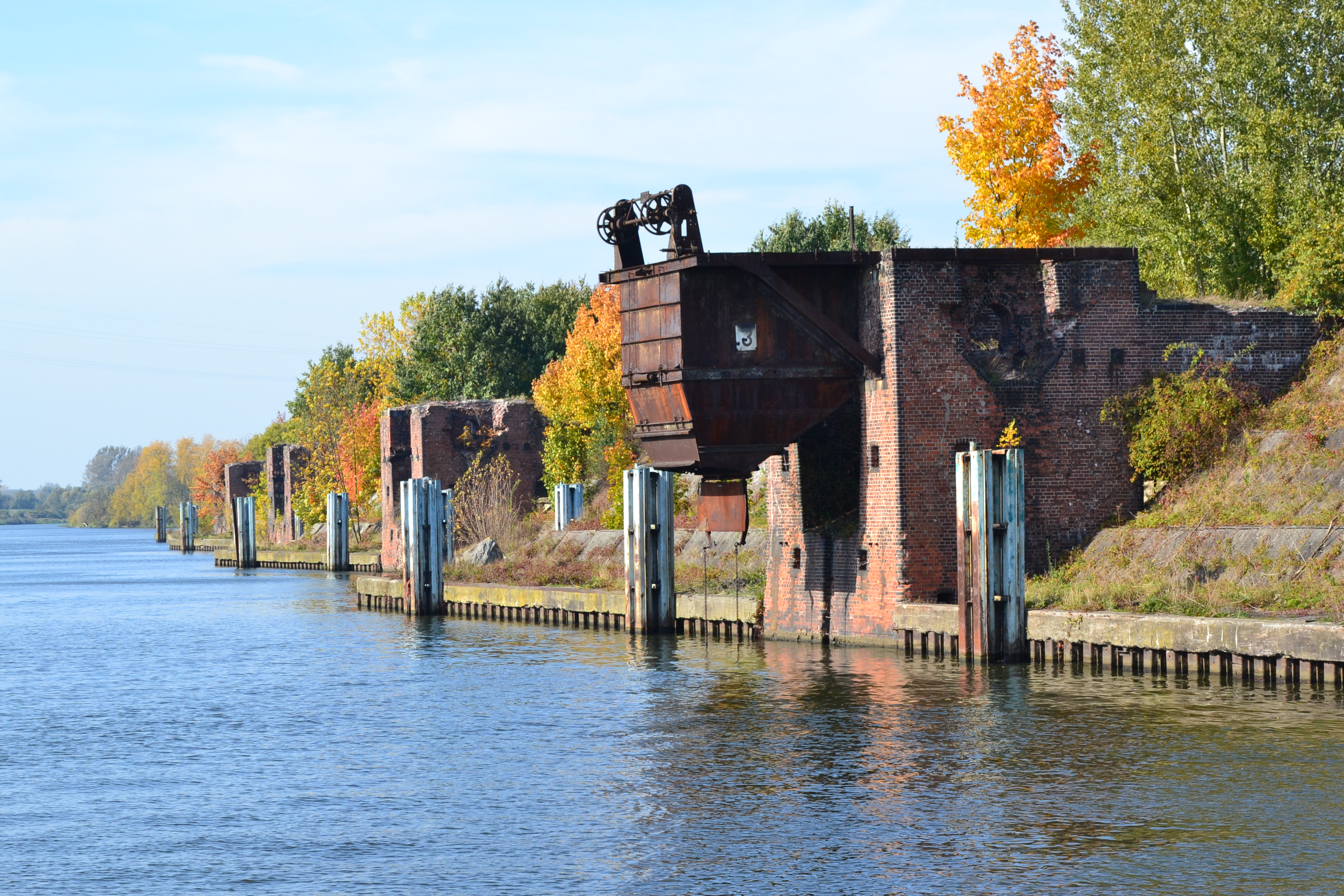
Fragment nabrzeży opuszczonego basenu portowego

Miasto leży na trasie międzynarodowej drogi wodnej E-30 i Odrzańskiej Drogi Wodnej, w miejscu gdzie do Odry dochodzi Kanał Gliwicki i dzięki temu ma połączenie drogami wodnymi ze Szczecinem, Bydgoszczą, Europą Zachodnią i wschodnim Górnym Śląskiem – Port Gliwice. W Koźlu znajduje się duży port rzeczny o następujących parametrach:
- powierzchnia nabrzeży 250 000 m²
- powierzchnia wód portowych 140 000 m²
- długość nabrzeży przeładunkowych 3,2 km
- długość nabrzeży postojowych 0,64 km
- składowiska 60 000 m²
- magazyny 800 m²
- elewator zbożowy, dźwigi portowe, stacja paliw

W 2021, w związku z niedrożnością Odry w jej środkowym biegu jako drogi wodnej i ogólnym brakiem zainteresowania wodnym transportem w Polsce możliwości przeładunkowe portu wykorzystywane są jedynie w nikłym procencie, a elementy infrastruktury portowej ulegają szybkiej degradacji.
Ruch turystyczny obsługuje Marina Lasoki (na terenie starej stoczni), która leży w Lasokach (część osiedla Rogi), na 101 km Odry.
W Kędzierzynie-Koźlu znajdują się:
1. na 95,5 km Odry, śluza wodna Koźle o długości 38,5 m, szerokości 5,3 m i wysokości podnoszenia 1,3 m. Jest to śluza z drewnianymi wrotami otwieranymi ręcznie przy pomocy dyszli.
2. na 3,6 km Kanału Gliwickiego, dwukomorowa bliźniacza śluza wodna Kłodnica o długości 71,8 metra, szerokości 12 metrów i wysokości podnoszenia 10,4 metra[47].
3. na 7,8 km Kanału Gliwickiego, dwukomorowa bliźniacza śluza wodna Nowa Wieś o długości 71,4 metra, szerokości 12 metrów i wysokości podnoszenia 6,2 metra[47].
4. na 15,1 km Kanału Gliwickiego, dwukomorowa bliźniacza śluza wodna Sławięcice o długości 71,4 metra, szerokości 12 metrów i wysokości podnoszenia 6,25 metra[47].

Na terenie miasta zlokalizowane są również dwie śluzy, które znajdują się na jedynym zachowanym odcinku dawnego Kanału Kłodnickiego.

### Transport lotniczy
W 2014 przy ul. Wyspa oddano do użytku lądowisko sanitarne Kędzierzyn-Koźle-Szpital dla śmigłowców.
Około 22 km na południowy zachód od miasta znajduje się prywatne lądowisko Pawłowiczki.

## Kultura
Organizacją życia kulturalnego w Kędzierzynie-Koźlu kieruje i nadzoruje Wydział Kultury, Sportu i Rekreacji Urzędu Miasta. W tym celu gmina powołała instytucje kultury:
- Miejski Ośrodek Kultury
- Miejska Biblioteka Publiczna, która posiada osiem placówek w mieście (Bibliotekę Główną i 7 filii)

W mieście działa 5 osiedlowych domów kultury. W baszcie zamkowej urządzono stałą ekspozycję muzealną poświęconą historii miasta.
Kina:

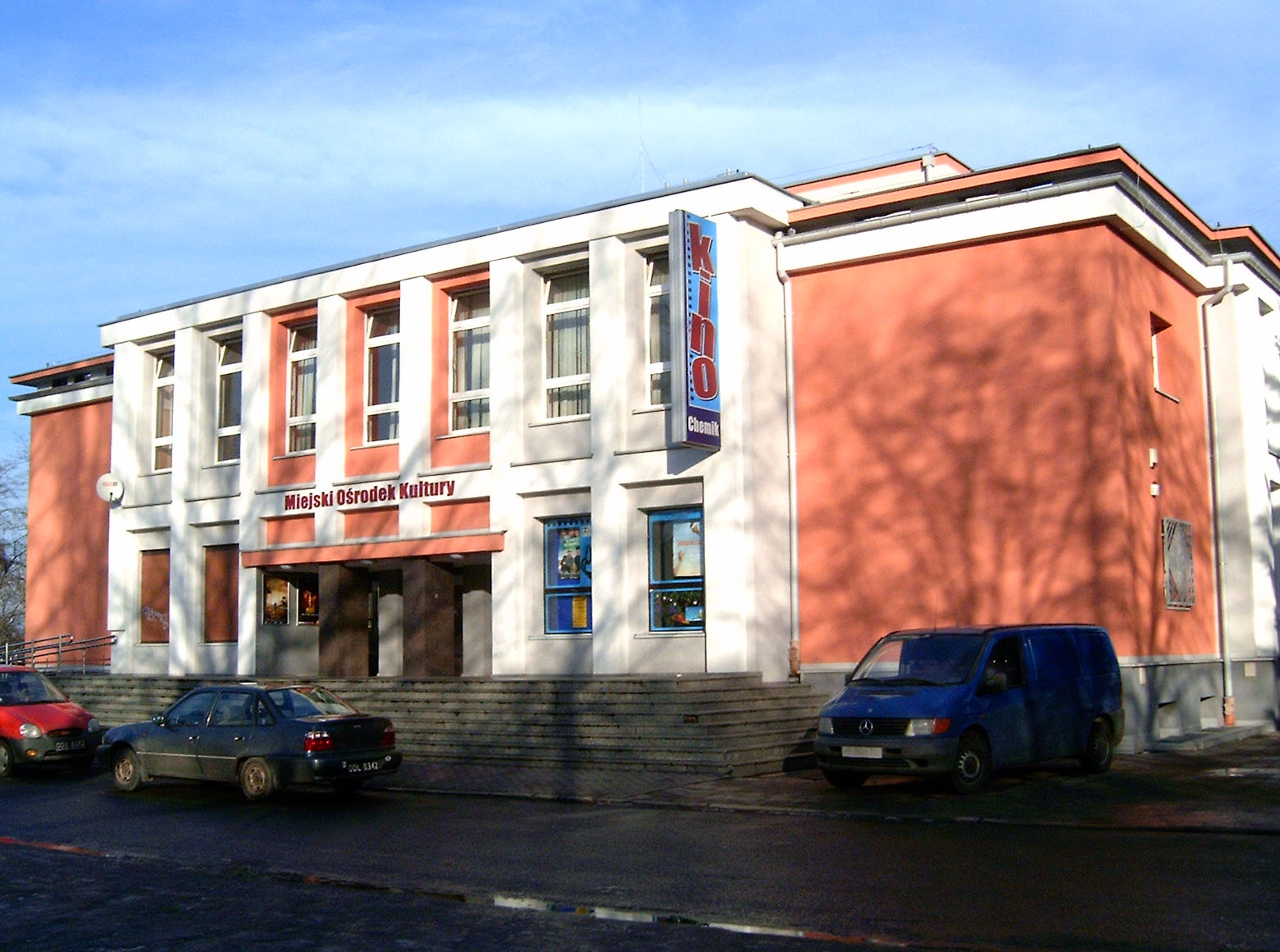
Dom Kultury i Kino „Chemik”

- Kino „Chemik” posiada nowoczesny system dźwiękowy Dolby Digital Surround Ex. Obiekt przystosowany jest do obsługi osób niepełnosprawnych, liczba miejsc wynosi 300. Kino po gruntownym remoncie zostało otwarte ponownie 27 marca 2009[49]
- Kino „Hel” zlikwidowano na początku XXI wieku[50]
- Kino „Twierdza” przy Domu Kultury w Koźlu
- Kino „Helios” w galerii „Odrzańskie Ogrody”

### Stałe imprezy kulturalne
Imprezy o zasięgu ogólnokrajowym:
- Ogólnopolski Konkurs Literacki „Krajobrazy Słowa”[51]
- Ogólnopolski Przegląd Piosenki Żeglarskiej i Poezji Morskiej „Szantki” – dwudniowa impreza poświęcona pieśniom żeglarskim szantom
- „Art Attack” – Międzynarodowy Festiwal Humoru i Satyry – jednodniowy festiwal kabaretów satyrycznych
- Ogólnopolski Przegląd Piosenki Turystycznej i Poezji Śpiewanej „Wrzosowisko” – przegląd zespołów piosenki turystycznej
- Międzynarodowy Festiwal Filmów Niezależnych „Publicystyka”

Imprezy o zasięgu regionalnym:
- Dni Miasta – Dni Chemików
- Festiwal Pieśni Religijnej „Azoty”
- Turniej Kultury Szkół – prezentacja dorobku kulturalnego szkół miejskich
- Regionalny Przegląd Małych Form Teatralnych „Opowiem Ci bajkę” – konkurs dla dzieci przedszkolnych

### Stowarzyszenia kulturalne
- Towarzystwo Ziemi Kozielskiej
- Kozielskie Stowarzyszenie Miłośników Historii i Archeologii EXPLORATOR
- Związek Młodzieży Mniejszości Niemieckiej Koło Koźle-Rogi
- Stowarzyszenie Muzyczno-Kulturalne – Miejska Orkiestra Dęta „Azoty Kędzierzyn-Koźle”
- Stowarzyszenie Społeczno-Edukacyjne „Ziemia Kozielska”
- Stowarzyszenie Zespół Pieśni i Tańca KOMES
- Towarzystwo Przyjaźni Polsko-Francuskiej Oddział w Kędzierzynie-Koźlu
- Towarzystwo Społeczno-Kulturalne Romów w Rzeczypospolitej Polskiej
- Stowarzyszenie Blechhammer-1944
- Związek Harcerstwa Polskiego, Hufiec Kędzierzyn-Koźle[52]
- Stowarzyszenie Kresowian Kędzierzyn-Koźle[53]

### Zespoły muzyczne
- A Caress of Twilight (black metal, ambient)[54]
- Archivum (rock)[55]
- Bustum (black metal)[56]
- Honker (blues-rock)[57]
- Livermorium (folk metal)[58]
- Lust Mord (death metal)[59]
- Szlagier Maszyna (muzyka śląska)

## Wspólnoty wyznaniowe
Na terenie Kędzierzyna-Koźla działalność religijną prowadzą następujące Kościoły i związki wyznaniowe:
- Kościół rzymskokatolicki:
  - parafia św. Zygmunta i św. Jadwigi Śl. – ul. Złotnicza 12, dzielnica: Koźle[60]
  - parafia św. Katarzyny Aleksandryjskiej – ul. Staszica, dzielnica: Sławięcice[60]
  - parafia św. Mikołaja – ul. dr. Judyma 1, dzielnica: Kędzierzyn[60]
  - parafia św. Franciszka z Asyżu i św. Jacka – ul. A. Fredry 36, dzielnica: Cisowa[60]
  - parafia pw. Ducha Św. i NMP Matki Kościoła – ul. B. Krzywoustego 2, dzielnica: Osiedle Piastów[60]
  - parafia pw. Matki Boskiej Bolesnej – ul. Kłodnicka 2, dzielnica: Kłodnica[60]
  - parafia pw. św. Piusa X Papieża i św. Marii Goretti – ul. Przyjaźni 69, dzielnica: Blachownia Śląska[60]
  - parafia pw. św. Floriana – ul. Chemików 3, dzielnica: Azoty[60]
  - parafia NMP Królowej Świata – ul. Baczyńskiego 1, dzielnica: Rogi[60]
  - parafia św. Eugeniusza de Mazenod – ul. Ligonia 22, dzielnica: Pogorzelec[60]
- Kościół greckokatolicki:
  - ośrodek duszpasterski w Kędzierzynie-Koźlu, nabożeństwa prowadzone są w rzymskokatolickim kościele Wniebowzięcia Najświętszej Maryi Panny[61]
- Polski Autokefaliczny Kościół Prawosławny:
  - parafia Ikony Bogurodzicy „Wszystkich Strapionych Radości” – ul. Kościelna 11, dzielnica: Kędzierzyn[62].
- Kościoły protestanckie:
  - Kościół Ewangelicko-Augsburski:
    - Kościół Ewangelicko-Augsburski w Kędzierzynie-Koźlu, ul. Grunwaldzka, dzielnica: Kędzierzyn – jest to filia parafii w Zabrzu[63].

  - Kościół Adwentystów Dnia Siódmego:
    - Zbór w Kędzierzynie-Koźlu, ul. Grunwaldzka 29, dzielnica: Kędzierzyn[64].

  - Chrześcijańska Wspólnota Zielonoświątkowa:
    - Dom Modlitwy, aleja Jana Pawła II 2/3[65]

  - Kościół Zielonoświątkowy:
    - Zbór „Betezda”, ul. Racławicka 5[66]
- Świadkowie Jehowy:
  - zbór Kędzierzyn-Koźle-Wschód (w tym grupa ukraińskojęzyczna)
  - zbór Kędzierzyn-Koźle-Zachód (w tym grupa języka romani) – Sala Królestwa ul. Przyjaźni 141[67]
- Świecki Ruch Misyjny „Epifania”:
  - zbór w dzielnicy Kuźniczka, ul. Starowiejska 1/1[68].
- Zrzeszenie Wolnych Badaczy Pisma Świętego:
  - zbór
- Buddyzm
  - Buddyjski Związek Diamentowej Drogi Linii Karma Kagyu – Buddyjski Ośrodek Medytacyjny w Kędzierzynie-Koźlu, ul. Głowackiego 9a/1[69].

## Oświata
Na terytorium Kędzierzyna-Koźla znajdują się 23 przedszkola oraz 14 szkół podstawowych i 7 szkół ponadpodstawowych, w tym m.in.:
- Zespół Szkół Technicznych i Ogólnokształcących (Azoty) – pierwsza w Polsce szkoła z klasą o profilu e-sportowym[70]
- Zespół Szkół Żeglugi Śródlądowej im. Bohaterów Westerplatte – jedna z dwóch szkół żeglugi śródlądowej w Polsce
- Liceum Ogólnokształcące im. Henryka Sienkiewicza w Kędzierzynie-Koźlu

## Sport

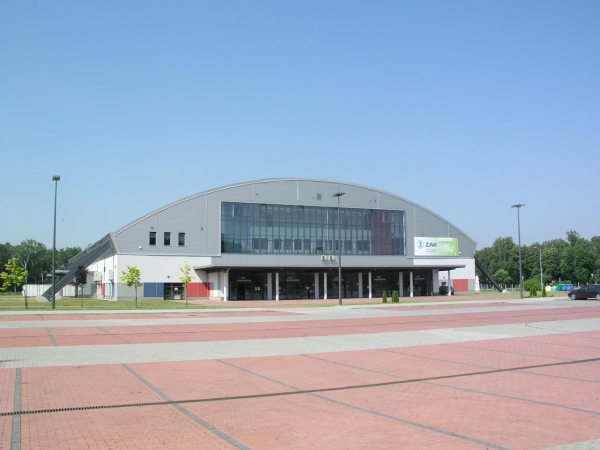
Hala widowiskowo-sportowa „Azoty”

Organizacją życia sportowego w Kędzierzynie-Koźlu kieruje i nadzoruje Wydział Kultury, Sportu i Rekreacji Urzędu Miasta. Współpracuje on z Miejskim Ośrodkiem Sportu i Rekreacji.

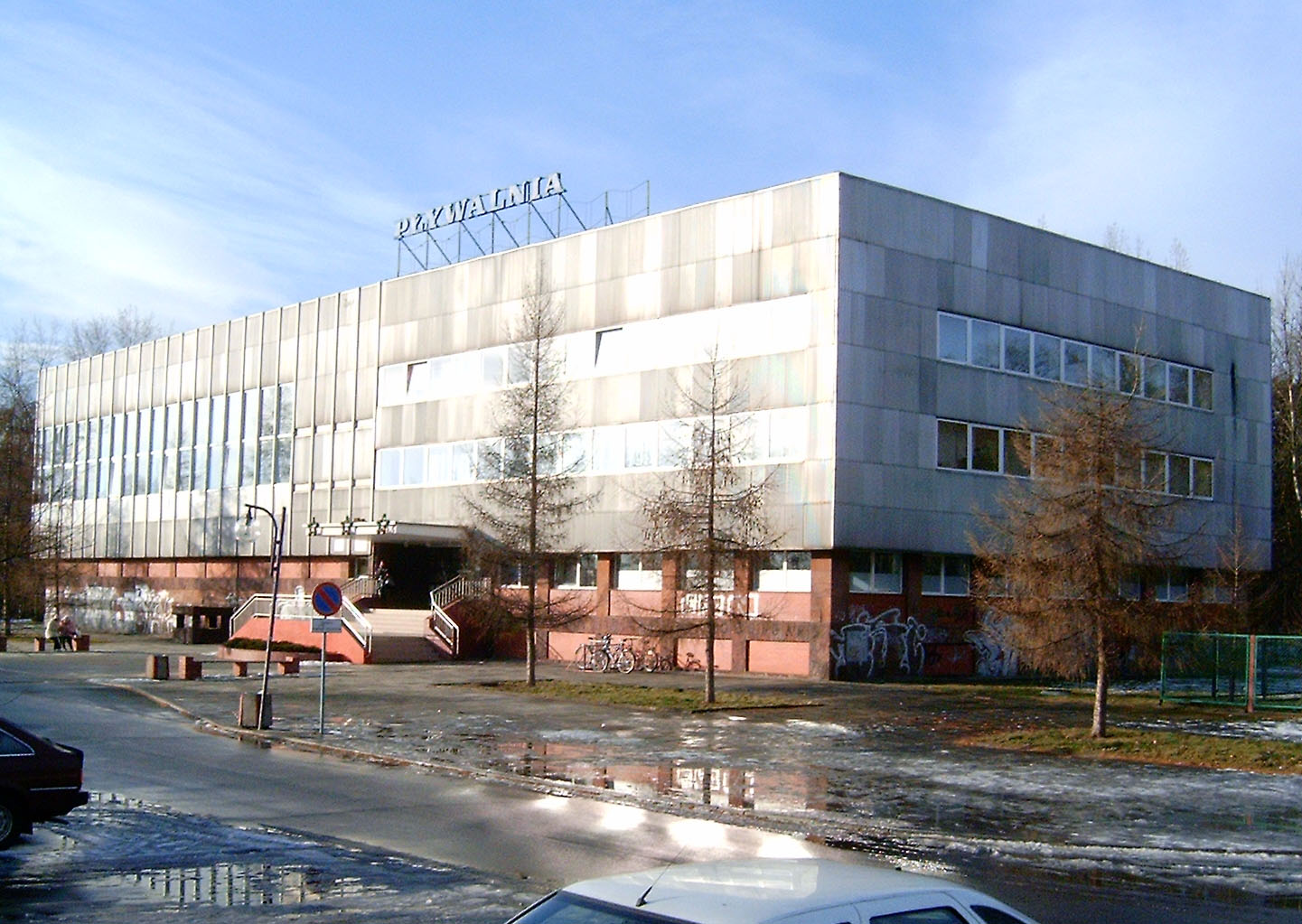
Kryta pływalnia w Kędzierzynie

W mieście znajdują się: 6 stadionów sportowych, 3 korty tenisowe, 2 hale widowiskowo-sportowe, kryta pływalnia. Poza tym w mieście znajduje się Kędzierzyńsko-Kozielskie Centrum Aktywności (KKCA) „Wodne oKKo”, które posiada baseny zewnętrzne i wewnętrzne, strefę saun i grotę solną.
Najbardziej utytułowanym klubem sportowym działającym w mieście jest męski klub siatkarski ZAKSA Kędzierzyn-Koźle, który może się poszczycić dziewięcioma tytułami Mistrza Polski, dziesięcioma Pucharami Polski (najwięcej w historii) i zdobyciem jako pierwszy polski klub, trzykrotnie z rzędu Ligi Mistrzów.
Piłkę nożną w mieście reprezentuje Chemik Kędzierzyn-Koźle, który obecnie gra na szóstym poziomie rozgrywkowym, w opolskiej klasie okręgowej, grupie II, a niegdyś występował w I lidze (wówczas II liga). Klub również posiada sekcję bokserską.
W mieście tym znajduje się również Klub Sportowy „Caper” reprezentujący miasto w softballu (kobiety) i baseballu (mężczyźni).

### Kluby piłkarskie
- Chemik Kędzierzyn-Koźle – Klasa okręgowa opolska, grupa II,
- KS Sławięcice – Klasa A opolska, grupa VI,
- Energia Blachownia Kędzierzyn-Koźle (dawna TKKF Blachowianka) – Klasa A opolska, grupa VI,
- Odra Kędzierzyn-Koźle – Klasa B opolska, grupa XI,
- KS Cisowa – Klasa B opolska, grupa XI.

## Turystyka

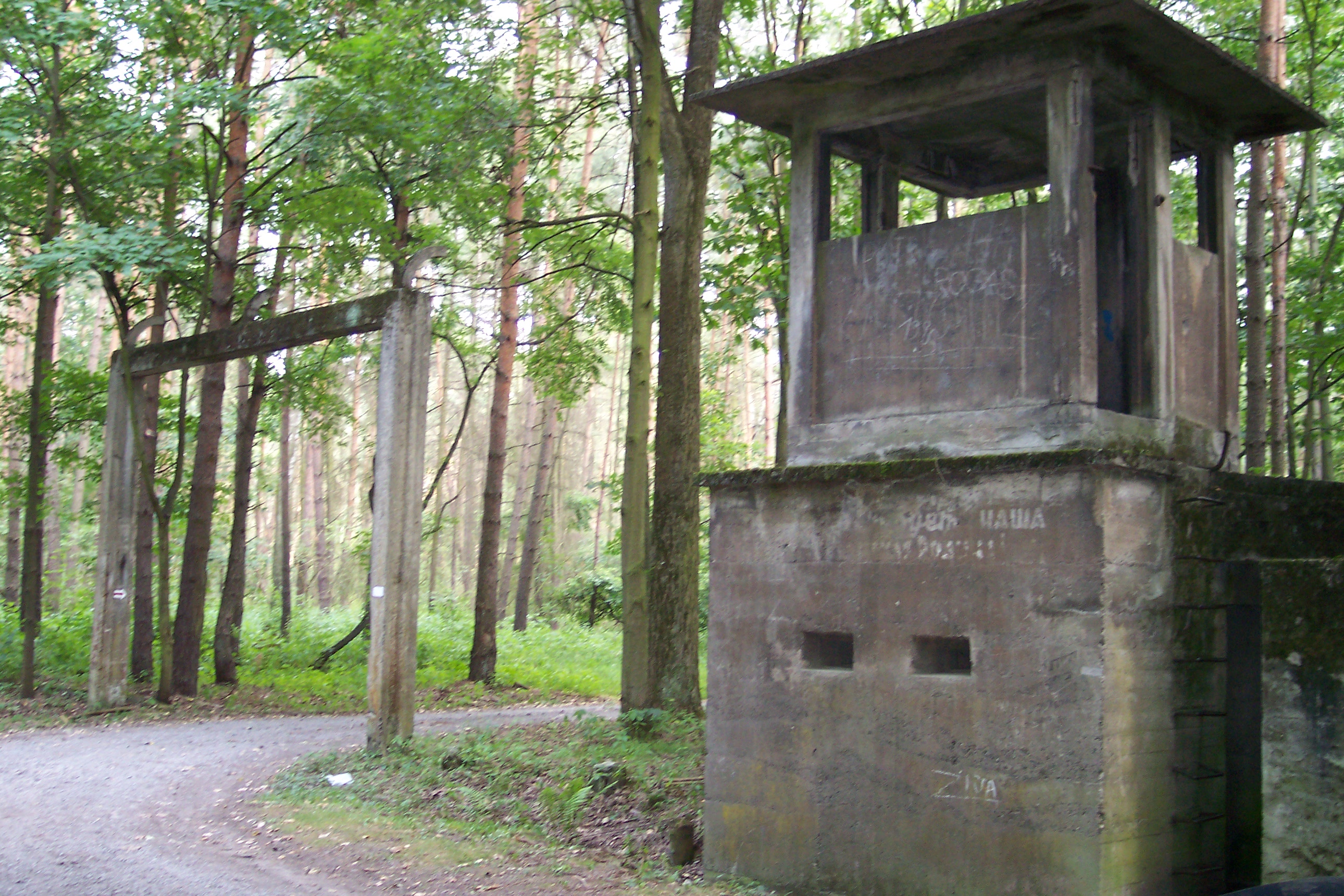
Były obóz koncentracyjny w Sławięcicach – brama wjazdowa

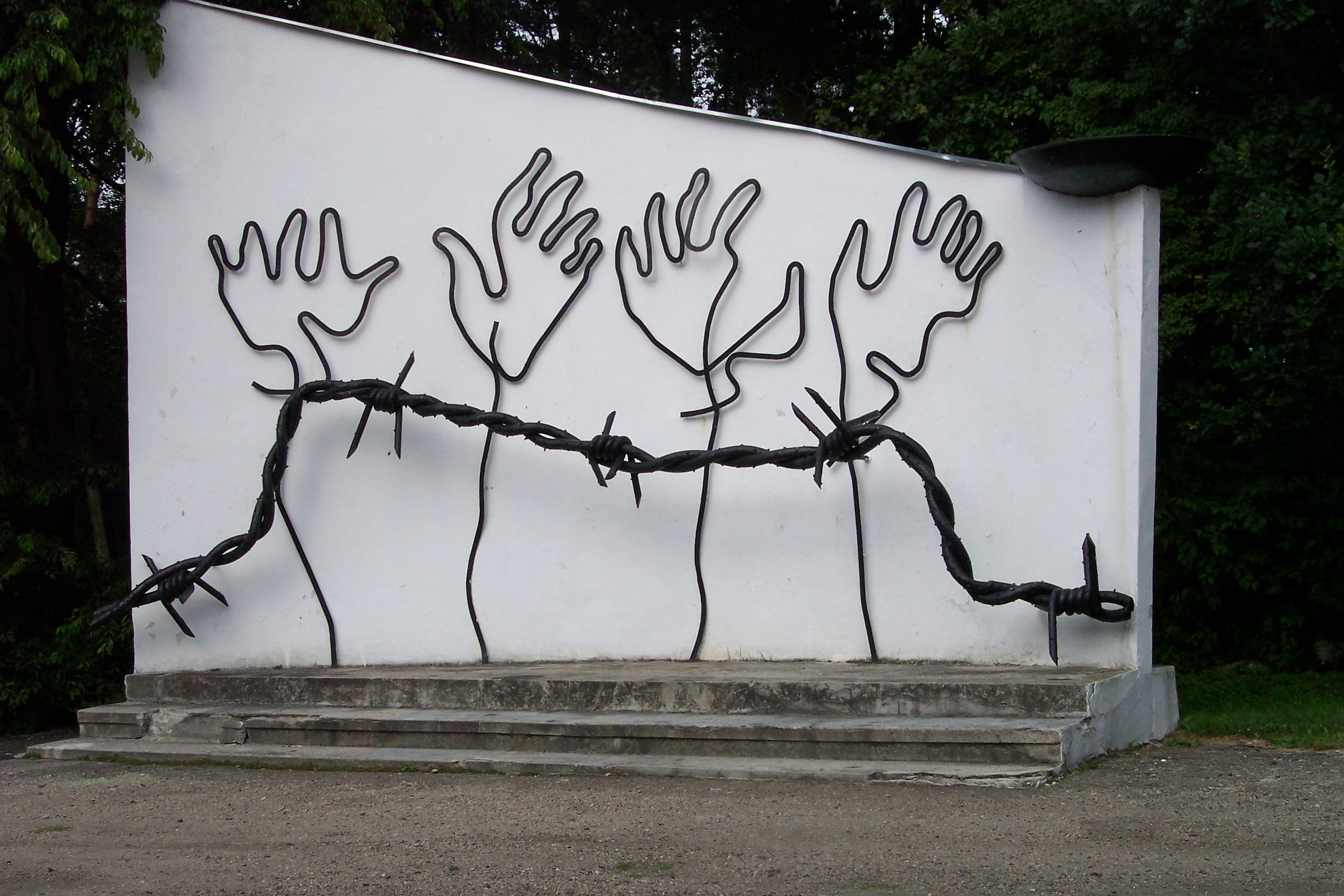
Pomnik w byłym obozie koncentracyjnym w Sławięcicach

### Hotele
Liczba turystów zagranicznych korzystających z miejsc noclegowych (źródło: GUS, 2005 r.):
| Rok  | Liczba osób |
| 2002 | 1227        |
| 2003 | 1305        |
| 2004 | 3964        |
| 2005 | 3063        |

Na obszarze miasta znajdują się cztery hotele (aktualizacja 2023 r.):
- Hotel Court Wellness & Spa, ul. Bolesława Śmiałego 2, Piastów[71]
- Hotel Hugo Business & Spa, ul. Władysława Orkana 14, Sławięcice[72]
- Hotel i restauracja Dworska Elektrownia, ul. Aleksandra Puszkina 1, Sławięcice[73]
- Hotel Solidaris, ul. Ludwika Waryńskiego 5, Azoty[74]

### Szlaki turystyczne
Na obszarze Kędzierzyna-Koźla wytyczono trzy szlaki turystyczne na trasach:
 (Szlak III Powstania Śląskiego) Kędzierzyn-Koźle (stacja kolejowa) – Dąbrówka – Sławięcice – Ujazd – Stary Ujazd – Zimna Wódka – Klucz – Czarnocin – Poręba – Góra Świętej Anny – Żyrowa – Oleszka – Jasiona (stacja kolejowa)
 (Szlak Powstańców Śląskich) Bytom – Piekary Śląskie – Radzionków – Tarnowskie Góry – Wilkowice – Zbrosławice – Kamieniec – Boniowice – Karchowice – Jaśkowice – Łubie – Pniów – Pisarzowice – Toszek – Płużniczka – Dąbrówka – Centawa – Jemielnica – Gąsiorowice – Strzelce Opolskie – Szymiszów – Kalinowice – Ligota Górna – Góra Świętej Anny – Leśnica – Krasowa – Raszowa – Kłodnica – Pogorzelec – Brzeźce – Stare Koźle – Bierawa – Lubieszów – Dziergowice – Solarnia – Kotlarnia – Łącza – Sierakowice – Rachowice – Kozłów – Gliwice
 (Szlak im. kpt. Roberta Oszka) Kędzierzyn-Koźle (stacja kolejowa) – Kuźniczka – Łąki Kozielskie – Leśnica – Poręba – Lichynia – Klucz – Olszowa – Komorniki – Księży Las – Suche Łany – Strzelce Opolskie

### Szlaki rowerowe
Przez obszar Kędzierzyna-Koźla przebiega wyznaczony jeden szlak rowerowy na trasie:
 (Rowerowy Szlak Odry) Chałupki – Racibórz – Kędzierzyn-Koźle – Zdzieszowice – Krapkowice – Opole – Brzeg – Oława – Wrocław – Brzeg Dolny – Lubiąż – Prochowice – Ścinawa – Głogów – Bytom Odrzański – Nowa Sól – Bojadła – Krosno Odrzańskie – Kłopot – Słubice – Kostrzyn nad Odrą

## Administracja
Kędzierzyn-Koźle ma status gminy miejskiej. Organem stanowiącym samorządu jest Rada Miasta Kędzierzyn-Koźle składająca się z 23 radnych. Organem wykonawczym jest prezydent miasta.

### Prezydenci Miasta

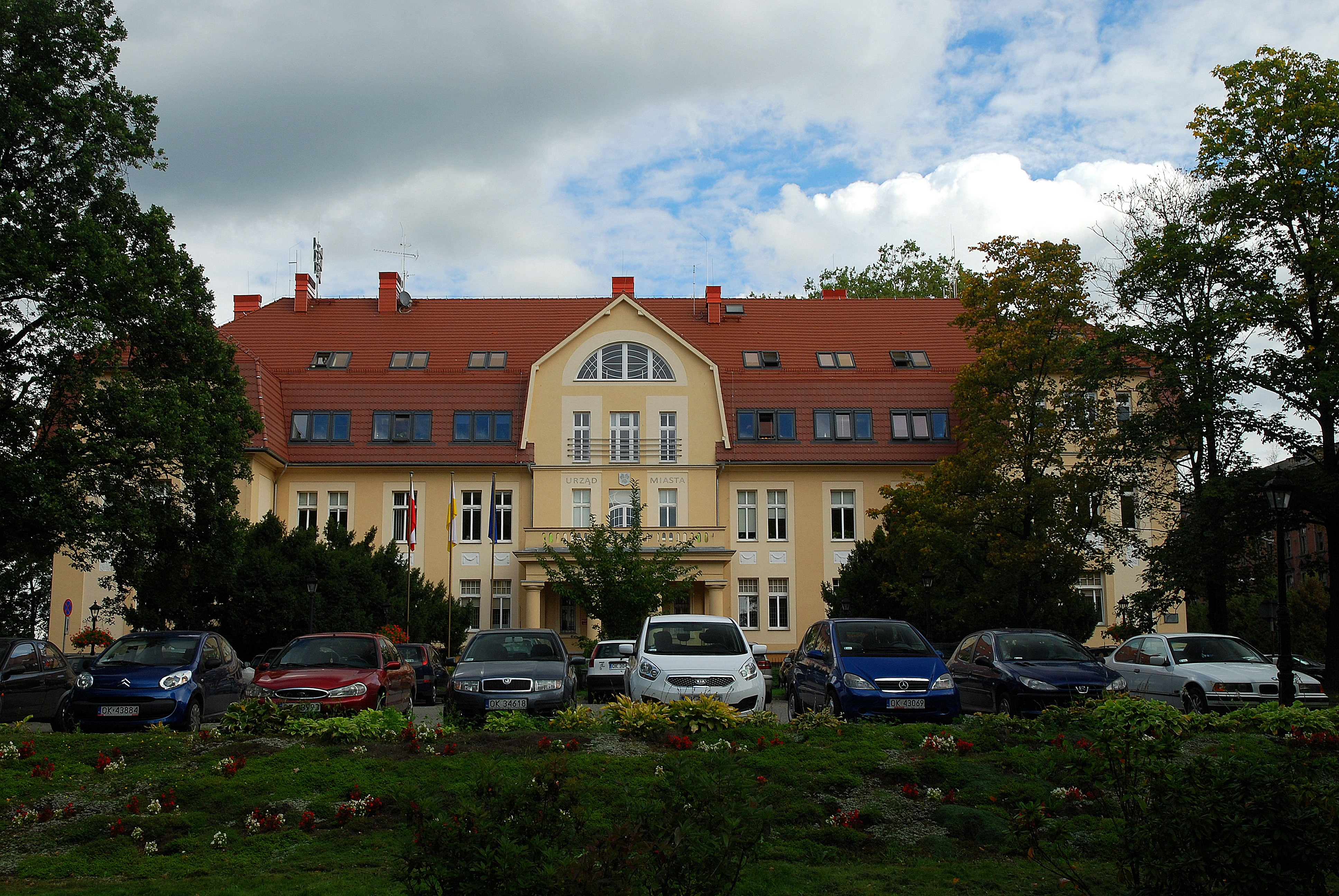
Gmach Urzędu Miasta, a jednocześnie siedziba prezydenta miasta

| Lp. | Prezydent          | Data początku kadencji | Data końca kadencji  |
| 1   | Waldemar Derej     | 15 marca 1976          | 15 października 1982 |
| 2   | Andrzej Radwański  | 1 stycznia 1983        | 31 sierpnia 1987     |
| 3   | Józef Lewczak      | 16 listopada 1987      | 20 czerwca 1990      |
| 4   | Jerzy Bobrowski    | 20 czerwca 1990        | 6 listopada 1990     |
| 5   | Mirosław Borzym    | 23 listopada 1990      | 17 listopada 1998    |
| 6   | Jerzy Majchrzak    | 17 listopada 1998      | 21 marca 2002        |
| 7   | Wiesław Fąfara     | 21 marca 2002          | 9 grudnia 2010       |
| 8   | Tomasz Wantuła     | 9 grudnia 2010         | 8 grudnia 2014       |
| 9   | Sabina Nowosielska | 8 grudnia 2014         |                      |

### Władze Miasta
| Lp. | Funkcja                                                                    | Osoba                  |
| 1.  | Prezydent Miasta                                                           | Sabina Nowosielska     |
| 2.  | Zastępca Prezydenta ds. Gospodarki Przestrzennej i Inwestycyjno-Remontowej | Krzysztof Wołynkiewicz |
| 3.  | Zastępca Prezydenta ds. Oświatowych i Społeczno-Gospodarczych              | Tomasz Radłowski       |
| 4.  | Skarbnik Miasta                                                            | Joanna Hariasz         |
| 5.  | Sekretarz Miasta                                                           | Zbigniew Romanowicz    |

### Rada Miasta

#### Zarząd Rady Miasta
23-osobową (od 2002, a wcześniej 36-osobową) Radą Miasta kieruje przewodniczący oraz dwaj wiceprzewodniczący wybierani ze swego składu:
| Lp. | Funkcja                        | Osoba               |
| 1.  | Przewodniczący Rady Miasta     | Ireneusz Wiśniewski |
| 2.  | Wiceprzewodnicząca Rady Miasta | Ewa Czubek          |
| 3.  | Wiceprzewodnicząca Rady Miasta | Halina Mińczuk      |

#### Ugrupowania wchodzące w skład Rady Miasta
| Liczba radnych poszczególnych ugrupowań w Radzie Miasta w latach 1994–2029 |                                             |           |           |            |           |           |           |           |           |
| Lp.                                                                        | Ugrupowanie                                 | Kadencja  | Kadencja  | Kadencja   | Kadencja  | Kadencja  | Kadencja  | Kadencja  | Kadencja  |
| Lp.                                                                        | Ugrupowanie                                 | 1994–1998 | 1998–2002 | 2002–2006  | 2006–2010 | 2010–2014 | 2014–2018 | 2018–2024 | 2024–2029 |
| 1                                                                          | Akcja Wyborcza Solidarność                  | –         | 8         | –          | –         | –         | –         | –         | –         |
| 2                                                                          | Centroprawica                               | –         | –         | 5          | 4         | –         | –         | –         | –         |
| 3                                                                          | Forum Spółdzielców                          | 1         | –         | –          | –         | –         | –         | –         | –         |
| 4                                                                          | Forum 2000                                  | –         | 2         | –          | –         | –         | –         | –         | –         |
| 5                                                                          | KWW Andrzeja Kopackiego                     | –         | –         | –          | –         | –         | 1         | –         | –         |
| 6                                                                          | KWW Niezależni z Markiem Piaseckim          | –         | –         | –          | –         | –         | –         | 4         | 4         |
| 7                                                                          | KWW Sabiny Nowosielskiej – KO               | –         | –         | –          | –         | –         | –         | 14        | 15        |
| 8                                                                          | KWW Tomasza Wantuły                         | –         | –         | –          | –         | 8         | 1         | –         | –         |
| 9                                                                          | Liga Polskich Rodzin                        | –         | –         | 2          | –         | –         | –         | –         | –         |
| 10                                                                         | Mniejszość Niemiecka                        | 5         | 3         | 2          | 2         | 1         | 1         | –         | –         |
| 11                                                                         | Moje Miasto Kędzierzyn-Koźle                | –         | –         | –          | –         | –         | 1         | –         | –         |
| 12                                                                         | My dla Ciebie Koalicja Wyborcza             | 4         | –         | –          | –         | –         | –         | –         | –         |
| 13                                                                         | Nasz Blok Wyborczy                          | –         | 2         | –          | –         | –         | –         | –         | –         |
| 14                                                                         | Niezależni – Miasto Wspólną Sprawą          | –         | –         | –          | –         | –         | 3         | –         | –         |
| 15                                                                         | Obywatele Obywatelom                        | –         | 1         | –          | –         | –         | –         | –         | –         |
| 16                                                                         | Platforma Obywatelska                       | –         | –         | –          | 5         | 6         | 12        | –         | –         |
| 17                                                                         | Porozumienie                                | –         | –         | –          | 2         | –         | –         | –         | –         |
| 18                                                                         | Praca i Rozwój                              | –         | 4         | –          | –         | –         | –         | –         | –         |
| 19                                                                         | Prawica Razem                               | 6         | –         | –          | –         | –         | –         | –         | –         |
| 20                                                                         | Prawo i Sprawiedliwość                      | –         | –         | –          | 4         | 3         | 2         | 5         | 4         |
| 21                                                                         | Razem dla Miasta                            | 8         | –         | –          | –         | –         | –         | –         | –         |
| 22                                                                         | Razem z Robertem Węgrzynem                  | –         | –         | –          | –         | –         | 1         | –         | –         |
| 23                                                                         | Sławięcice – Miejsce Kłodnickie             | –         | –         | –          | –         | –         | 1         | –         | –         |
| 24                                                                         | Sojusz Lewicy Demokratycznej                | 7         | 11        | 9 (SLD-UP) | 6 (LiD)   | 5         | –         | –         | –         |
| 25                                                                         | Stowarzyszenie Osiedlowych Samorządów       | 5         | –         | –          | –         | –         | –         | –         | –         |
| 26                                                                         | Wiesława Sietczyńska – Gospodarność i Praca | –         | –         | 4          | –         | –         | –         | –         | –         |
| 27                                                                         | Wspólne Miasto                              | –         | 5         | –          | –         | –         | –         | –         | –         |
| 28                                                                         | Zjednoczeni                                 | –         | –         | 1          | –         | –         | –         | –         | –         |
| Łącznie                                                                    | Łącznie                                     | 36        | 36        | 23         | 23        | 23        | 23        | 23        | 23        |

Samorząd miasta jest członkiem: Związku Miast Polskich, Związku Gmin Śląska Opolskiego.

## Osoby związane z miastem

### Honorowi Obywatele Miasta
Tytuł „Honorowy Obywatel Miasta Kędzierzyn-Koźle” Rada Miasta ustanowiła na mocy Uchwały Nr XXIV/136/91 z 12 listopada 1991.
| Lista Honorowych Obywateli Miasta Kędzierzyn-Koźle |                                     |             |
| Lp.                                                | Uhonorowany                         | Rok nadania |
| 1.                                                 | Albert Steven Blokzijl              | 1991        |
| 2.                                                 | Konstanty Chmielewski               | 2010        |
| 3.                                                 | prof. dr hab. Karol Jonca           | 2000        |
| 4.                                                 | prof. dr hab. Włodzimierz Kotowski  | 2005        |
| 5.                                                 | Książę Kraft zu Hohenlohe–Oehringen | 2012        |
| 6.                                                 | dr hab. Edward Nycz                 | 2025        |
| 7.                                                 | Ryszard Pacułt                      | 2019        |
| 8.                                                 | ks. Ludwik Rutyna                   | 1992        |
| 9.                                                 | Tadeusz Waligóra                    | 2017        |

### Zasłużeni dla Miasta
Ponadto Rada Miasta nadaje na mocy Uchwały Nr LI/588/14 z 26 marca 2014, Tytuł Honorowy „Zasłużony dla Miasta Kędzierzyn-Koźle” osobom lub jednostkom organizacyjnym za szczególne zasługi na rzecz miasta, a także uznania dla dorobku zawodowego, naukowego, artystycznego oraz w zakresie działalności społecznej i politycznej. Wcześniej w okresie 1995–2014 Rada Miasta przyznawała medal „Za zasługi dla Miasta”, który zaprojektował artysta Jerzy Drzewiecki.
| Lp. | Uhonorowany                                                                       | Rok nadania |
| 1.  | Norbert Bick                                                                      | 2023        |
| 2.  | Tadeusz Bratus                                                                    | 2016        |
| 3.  | Chór „Echo Kresów”                                                                | 2016        |
| 4.  | Jerzy Drzewiecki                                                                  | 2014        |
| 5.  | Mieczysław Ferdzyn                                                                | 2023        |
| 6.  | Roman Kruk                                                                        | 2018        |
| 7.  | Gerard Kurzaj                                                                     | 2014        |
| 8.  | Paweł Maślona                                                                     | 2025        |
| 9.  | Zenon Maślona                                                                     | 2015        |
| 10. | Młodzieżowa Orkiestra Dęta Zespołu Szkół Żeglugi Śródlądowej w Kędzierzynie-Koźlu | 2015        |

| Lp. | Uhonorowany                                                                         | Rok nadania |
| 11. | Nieprofesjonalny Klub Filmowy „Groteska” im. Anatola Filipiuka w Kędzierzynie-Koźlu | 2014        |
| 12. | Ryszard Pacułt                                                                      | 2015        |
| 13. | Marzanna Pogorzelska                                                                | 2017        |
| 14. | Marek Raduli                                                                        | 2019        |
| 15. | Krystyna Rutkowska                                                                  | 2014        |
| 16. | Danuta Staniś                                                                       | 2017        |
| 17. | Zbigniew Staniś                                                                     | 2016        |
| 18. | Sebastian Świderski                                                                 | 2016        |
| 19. | Radosław Truś                                                                       | 2017        |
| 20. | Adam Wołkowski                                                                      | 2018        |
| 21. | ZAKSA Kędzierzyn-Koźle                                                              | 2015        |

| Lp. | Uhonorowany                                                                       | Rok nadania |
| 1.  | Norbert Bick                                                                      | 2023        |
| 2.  | Tadeusz Bratus                                                                    | 2016        |
| 3.  | Chór „Echo Kresów”                                                                | 2016        |
| 4.  | Jerzy Drzewiecki                                                                  | 2014        |
| 5.  | Mieczysław Ferdzyn                                                                | 2023        |
| 6.  | Roman Kruk                                                                        | 2018        |
| 7.  | Gerard Kurzaj                                                                     | 2014        |
| 8.  | Paweł Maślona                                                                     | 2025        |
| 9.  | Zenon Maślona                                                                     | 2015        |
| 10. | Młodzieżowa Orkiestra Dęta Zespołu Szkół Żeglugi Śródlądowej w Kędzierzynie-Koźlu | 2015        |

| Lp. | Uhonorowany                                                                         | Rok nadania |
| 11. | Nieprofesjonalny Klub Filmowy „Groteska” im. Anatola Filipiuka w Kędzierzynie-Koźlu | 2014        |
| 12. | Ryszard Pacułt                                                                      | 2015        |
| 13. | Marzanna Pogorzelska                                                                | 2017        |
| 14. | Marek Raduli                                                                        | 2019        |
| 15. | Krystyna Rutkowska                                                                  | 2014        |
| 16. | Danuta Staniś                                                                       | 2017        |
| 17. | Zbigniew Staniś                                                                     | 2016        |
| 18. | Sebastian Świderski                                                                 | 2016        |
| 19. | Radosław Truś                                                                       | 2017        |
| 20. | Adam Wołkowski                                                                      | 2018        |
| 21. | ZAKSA Kędzierzyn-Koźle                                                              | 2015        |

| Lp. | Odznaczony                                    | Rok nadania |
| 1.  | Jolanta Barska                                | 2008        |
| 2.  | Stanisław Biernat                             | 2005        |
| 3.  | Jerzy Bobiński                                | 1996        |
| 4.  | ks. Edward Bogaczewicz                        | 2006        |
| 5.  | Helena Bulanda                                | 2005        |
| 6.  | Jan Bułkowski                                 | 2008        |
| 7.  | Antoni Capała                                 | 2005        |
| 8.  | Konstanty Chmielewski                         | 1998        |
| 9.  | Andrzej Chudzicki                             | 2010        |
| 10. | Wojciech Dereziński                           | 2008        |
| 11. | ks. Janusz Dworzak                            | 2003        |
| 12. | Elektrownia „Blachownia” w Kędzierzynie-Koźlu | 2002        |
| 13. | Josef Galla                                   | 2002        |
| 14. | Czesław Gardeła                               | 1999        |
| 15. | Grzegorz Gawor                                | 1998        |
| 16. | Manfred Gdula                                 | 1998        |
| 17. | Marian Górny                                  | 1998        |
| 18. | Stanisław Grabowski                           | 2008        |
| 19. | Josef Gröger                                  | 2010        |
| 20. | Stanisław Gwiżdż                              | 2001        |
| 21. | Jan Jarzębski                                 | 2002        |
| 22. | Elżbieta Kilińska                             | 2008        |
| 23. | Stanisław Klon                                | 2001        |
| 24. | ks. Manfred Kokott                            | 1997        |
| 25. | Bruno Kosak                                   | 2005        |
| 26. | Maria Koterba                                 | 1998        |
| 27. | Włodzimierz Kotowski                          | 2005        |
| 28. | Helmut Krieger                                | 2008        |
| 29. | Jadwiga Krupa                                 | 2002        |
| 30. | Jan Kubina                                    | 1997        |
| 31. | ks. Ewald Kudlek                              | 1997        |

| Lp. | Odznaczony | Rok nadania |
| 32. | Witold Listowski                                                                                                 | 2006        |
| 33. | Maria Malec | 2009        |
| 34. | Andrzej Mańkowski                                                                                                | 1998        |
| 35. | Marian Martiszko                                                                                                 | 2004        |
| 36. | Emil Matuszyk | 1998        |
| 37. | Jan Mazur | 1996        |
| 38. | Mazurska Służba Ratownicza w Okartowie                                                                           | 2008        |
| 39. | Miejskie Koło Nr 15 Związku Byłych Żołnierzy Zawodowych i Oficerów Rezerwy Wojska Polskiego w Kędzierzynie-Koźlu | 2006        |
| 40. | Miejski Zakład Komunikacyjny w Kędzierzynie-Koźlu                                                                | 1999        |
| 41. | Edward Nycz | 2004        |
| 42. | Kazimierz Ochocki                                                                                                | 2006        |
| 43. | Oddział Rejonowy Wodnego Ochotniczego Pogotowia Ratunkowego w Kędzierzynie-Koźlu                                 | 2004        |
| 44. | Stanisław Olczyk                                                                                                 | 2008        |
| 45. | o. Jan Opiela OMI                                                                                                | 1997        |
| 46. | Janina Pająk | 2004        |
| 47. | ks. Jan Piechoczek                                                                                               | 2002        |
| 48. | Leon Piecuch | 1996        |
| 49. | Kazimierz Pietrzyk                                                                                               | 1999        |
| 50. | Julian Planetorz                                                                                                 | 1996        |
| 51. | ks. Marian Pleśniak                                                                                              | 2002        |
| 52. | Powiatowy Bank Spółdzielczy w Kędzierzynie-Koźlu                                                                 | 2003        |
| 53. | Marian Przodała                                                                                                  | 2001        |
| 54. | Radio „Park” w Kędzierzynie-Koźlu                                                                                | 2010        |
| 55. | Alfons Rataj | 2009        |
| 56. | Maciej Rąbalski                                                                                                  | 2001        |
| 57. | Bogusław Rogowski                                                                                                | 2006        |

| Lp. | Odznaczony                                                                       | Rok nadania |
| 58. | Władysław Rogulski                                                               | 2006        |
| 59. | Tadeusz Rojewski                                                                 | 2008        |
| 60. | ks. Ludwik Rutyna                                                                | 1997        |
| 61. | Marian Sąsiadek                                                                  | 1997        |
| 62. | ks. Alfons Schubert                                                              | 2000        |
| 63. | Ryszard Skorek                                                                   | 2003        |
| 64. | Stefania Smajek                                                                  | 1999        |
| 65. | Stowarzyszenie Pieśni i Tańca „Komes” w Kędzierzynie-Koźlu                       | 2006        |
| 66. | Antoni Szota                                                                     | 2003        |
| 67. | Marta Szydłowska                                                                 | 2005        |
| 68. | Józef Szymura                                                                    | 1999        |
| 69. | Antoni Śladowski                                                                 | 2003        |
| 70. | Towarzystwo Ziemi Kozielskiej w Kędzierzynie-Koźlu                               | 2003        |
| 71. | Janusz Trzepizur                                                                 | 2008        |
| 72. | Tadeusz Waligóra                                                                 | 2009        |
| 73. | Jerzy Wantuła                                                                    | 2000        |
| 74. | Robert Węgrzyk                                                                   | 2000        |
| 75. | Antoni Wilga                                                                     | 2004        |
| 76. | Zenon Woda                                                                       | 2000        |
| 77. | Józef Wojnar                                                                     | 2008        |
| 78. | Stanisław Wolkiewicz                                                             | 1996        |
| 79. | Stanisław Zajfert                                                                | 2004        |
| 80. | Zakłady Azotowe „Kędzierzyn” SA w Kędzierzynie-Koźlu                             | 1998        |
| 81. | Zespół Szkół Żeglugi Śródlądowej im. Bohaterów Westerplatte w Kędzierzynie-Koźlu | 2000        |
| 82. | Franciszek Żak                                                                   | 2003        |
| 83. | I Liceum Ogólnokształcące im. Henryka Sienkiewicza w Kędzierzynie-Koźlu          | 2002        |
| 84. | II Liceum Ogólnokształcące w Kędzierzynie-Koźlu                                  | 2004        |

| Lp. | Odznaczony                                    | Rok nadania |
| 1.  | Jolanta Barska                                | 2008        |
| 2.  | Stanisław Biernat                             | 2005        |
| 3.  | Jerzy Bobiński                                | 1996        |
| 4.  | ks. Edward Bogaczewicz                        | 2006        |
| 5.  | Helena Bulanda                                | 2005        |
| 6.  | Jan Bułkowski                                 | 2008        |
| 7.  | Antoni Capała                                 | 2005        |
| 8.  | Konstanty Chmielewski                         | 1998        |
| 9.  | Andrzej Chudzicki                             | 2010        |
| 10. | Wojciech Dereziński                           | 2008        |
| 11. | ks. Janusz Dworzak                            | 2003        |
| 12. | Elektrownia „Blachownia” w Kędzierzynie-Koźlu | 2002        |
| 13. | Josef Galla                                   | 2002        |
| 14. | Czesław Gardeła                               | 1999        |
| 15. | Grzegorz Gawor                                | 1998        |
| 16. | Manfred Gdula                                 | 1998        |
| 17. | Marian Górny                                  | 1998        |
| 18. | Stanisław Grabowski                           | 2008        |
| 19. | Josef Gröger                                  | 2010        |
| 20. | Stanisław Gwiżdż                              | 2001        |
| 21. | Jan Jarzębski                                 | 2002        |
| 22. | Elżbieta Kilińska                             | 2008        |
| 23. | Stanisław Klon                                | 2001        |
| 24. | ks. Manfred Kokott                            | 1997        |
| 25. | Bruno Kosak                                   | 2005        |
| 26. | Maria Koterba                                 | 1998        |
| 27. | Włodzimierz Kotowski                          | 2005        |
| 28. | Helmut Krieger                                | 2008        |
| 29. | Jadwiga Krupa                                 | 2002        |
| 30. | Jan Kubina                                    | 1997        |
| 31. | ks. Ewald Kudlek                              | 1997        |

| Lp. | Odznaczony | Rok nadania |
| 32. | Witold Listowski                                                                                                 | 2006        |
| 33. | Maria Malec | 2009        |
| 34. | Andrzej Mańkowski                                                                                                | 1998        |
| 35. | Marian Martiszko                                                                                                 | 2004        |
| 36. | Emil Matuszyk | 1998        |
| 37. | Jan Mazur | 1996        |
| 38. | Mazurska Służba Ratownicza w Okartowie                                                                           | 2008        |
| 39. | Miejskie Koło Nr 15 Związku Byłych Żołnierzy Zawodowych i Oficerów Rezerwy Wojska Polskiego w Kędzierzynie-Koźlu | 2006        |
| 40. | Miejski Zakład Komunikacyjny w Kędzierzynie-Koźlu                                                                | 1999        |
| 41. | Edward Nycz | 2004        |
| 42. | Kazimierz Ochocki                                                                                                | 2006        |
| 43. | Oddział Rejonowy Wodnego Ochotniczego Pogotowia Ratunkowego w Kędzierzynie-Koźlu                                 | 2004        |
| 44. | Stanisław Olczyk                                                                                                 | 2008        |
| 45. | o. Jan Opiela OMI                                                                                                | 1997        |
| 46. | Janina Pająk | 2004        |
| 47. | ks. Jan Piechoczek                                                                                               | 2002        |
| 48. | Leon Piecuch | 1996        |
| 49. | Kazimierz Pietrzyk                                                                                               | 1999        |
| 50. | Julian Planetorz                                                                                                 | 1996        |
| 51. | ks. Marian Pleśniak                                                                                              | 2002        |
| 52. | Powiatowy Bank Spółdzielczy w Kędzierzynie-Koźlu                                                                 | 2003        |
| 53. | Marian Przodała                                                                                                  | 2001        |
| 54. | Radio „Park” w Kędzierzynie-Koźlu                                                                                | 2010        |
| 55. | Alfons Rataj | 2009        |
| 56. | Maciej Rąbalski                                                                                                  | 2001        |
| 57. | Bogusław Rogowski                                                                                                | 2006        |

| Lp. | Odznaczony                                                                       | Rok nadania |
| 58. | Władysław Rogulski                                                               | 2006        |
| 59. | Tadeusz Rojewski                                                                 | 2008        |
| 60. | ks. Ludwik Rutyna                                                                | 1997        |
| 61. | Marian Sąsiadek                                                                  | 1997        |
| 62. | ks. Alfons Schubert                                                              | 2000        |
| 63. | Ryszard Skorek                                                                   | 2003        |
| 64. | Stefania Smajek                                                                  | 1999        |
| 65. | Stowarzyszenie Pieśni i Tańca „Komes” w Kędzierzynie-Koźlu                       | 2006        |
| 66. | Antoni Szota                                                                     | 2003        |
| 67. | Marta Szydłowska                                                                 | 2005        |
| 68. | Józef Szymura                                                                    | 1999        |
| 69. | Antoni Śladowski                                                                 | 2003        |
| 70. | Towarzystwo Ziemi Kozielskiej w Kędzierzynie-Koźlu                               | 2003        |
| 71. | Janusz Trzepizur                                                                 | 2008        |
| 72. | Tadeusz Waligóra                                                                 | 2009        |
| 73. | Jerzy Wantuła                                                                    | 2000        |
| 74. | Robert Węgrzyk                                                                   | 2000        |
| 75. | Antoni Wilga                                                                     | 2004        |
| 76. | Zenon Woda                                                                       | 2000        |
| 77. | Józef Wojnar                                                                     | 2008        |
| 78. | Stanisław Wolkiewicz                                                             | 1996        |
| 79. | Stanisław Zajfert                                                                | 2004        |
| 80. | Zakłady Azotowe „Kędzierzyn” SA w Kędzierzynie-Koźlu                             | 1998        |
| 81. | Zespół Szkół Żeglugi Śródlądowej im. Bohaterów Westerplatte w Kędzierzynie-Koźlu | 2000        |
| 82. | Franciszek Żak                                                                   | 2003        |
| 83. | I Liceum Ogólnokształcące im. Henryka Sienkiewicza w Kędzierzynie-Koźlu          | 2002        |
| 84. | II Liceum Ogólnokształcące w Kędzierzynie-Koźlu                                  | 2004        |

## Media
W Kędzierzynie-Koźlu wydawane są 3 lokalne tygodniki: Nowa Gazeta Lokalna, Tygodnik Lokalny 7 Dni i Echo Gmin. Działa rozgłośnia radiowa Radio Park FM, portal informacyjny KK24.pl oraz Samodzielna Telewizja Miejska w Kędzierzynie-Koźlu.

## Służba zdrowia
- Szpital (ul. Roosevelta 2) – OIOM, laryngologia, okulistyka, chirurgia, noworodki, położnictwo, ginekologia, urologia, ortopedia, dziecięcy
- Szpital (ul. Judyma) – pulmonologia, geriatria, neurologia, dermatologia
- Przychodnia SN ZOZ „B-med” lekarz POZ, Dermatolog, Neurolog, Psychiatra, Psycholog, Poradnia Terapii Uzależnień i Współuzależnień od alkoholu, Oddział Dzienny Terapii Uzależnień, Stomatolog

## Służby mundurowe

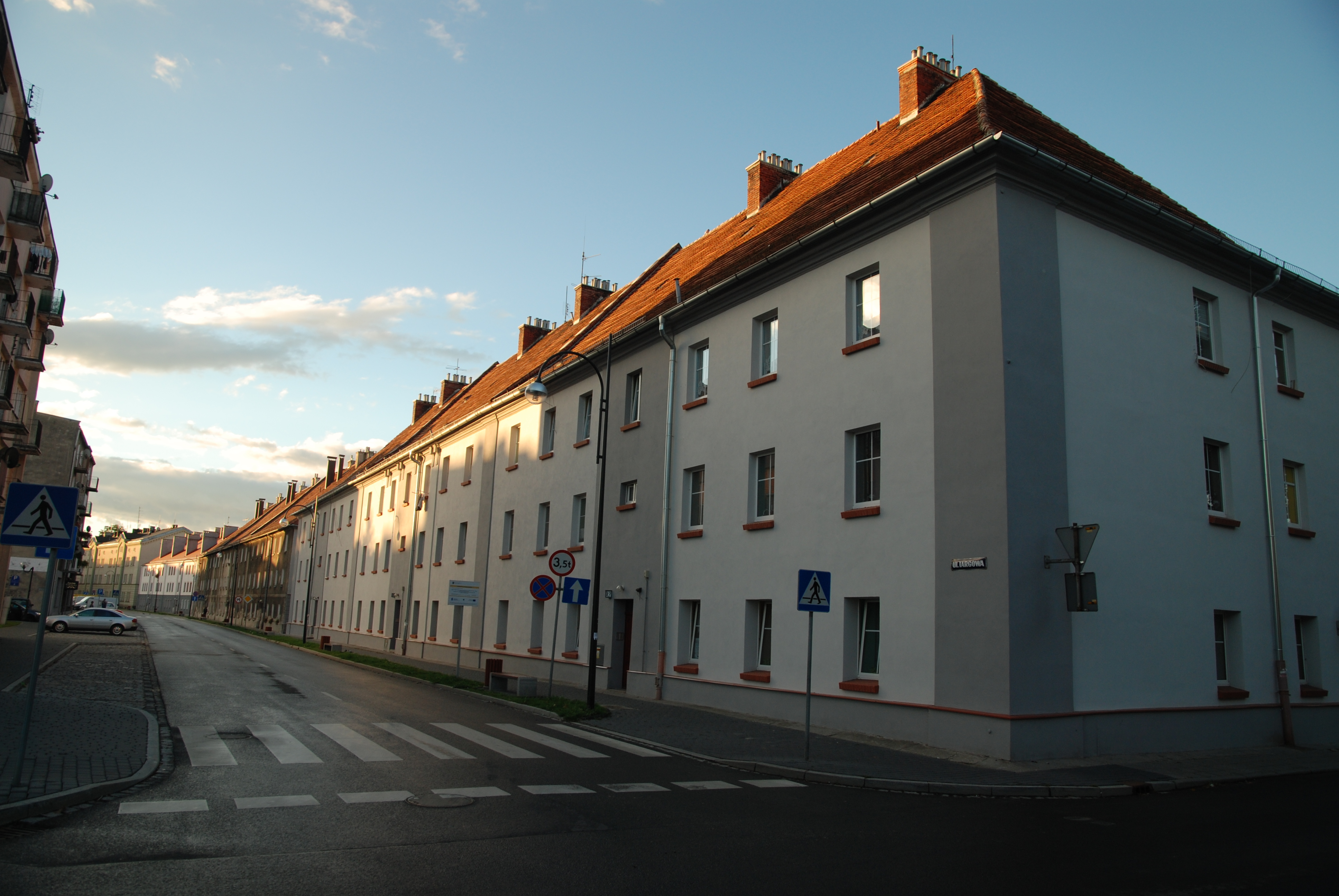
Zespół koszar, obecnie domy mieszkalne, ul. Targowa

- Policja – Komenda Powiatowa Policji w Kędzierzynie-Koźlu
- Areszt śledczy – położony w Koźlu obsługuje sąd i prokuraturę w Kędzierzynie-Koźlu
- Straż pożarna – Komenda Powiatowa Państwowej Straży Pożarnej w Kędzierzynie-Koźlu posiada dwie jednostki ratowniczo-gaśnicze:
  - Jednostka Ratowniczo-Gaśnicza nr 1 na osiedlu Azoty (ul. Mostowa 33) – w tym Specjalistyczna Grupa Ratownictwa Chemiczno-Ekologicznego „Kędzierzyn-Koźle”[112],
  - Jednostka Ratowniczo-Gaśnicza nr 2 na osiedlu Stare Miasto (ul. Kraszewskiego 12) – w tym Specjalistyczna Grupa Ratownictwa Wodno-Nurkowego „Kędzierzyn-Koźle"[113].
- W Kędzierzynie-Koźlu działa pięć jednostek Ochotniczej straży pożarnej[114]:
  - OSP KSRG Cisowa
  - OSP KSRG Kłodnica
  - OSP KSRG Miejsce Kłodnickie
  - OSP KSRG Sławięcice
  - OSP KSRG ORW Koźle – ratownictwo wodne
- W mieście działają dwie zakładowe straże pożarne:
  - Dział Ratownictwa Chemicznego w Grupie Azoty ZAK S.A.[115]
  - Serwis Blachownia Sp. z o.o. Jednostka Ratownicza (Jednostka Ratownicza Blachownia) - dawniej Zakładowa Straż Pożarna Zakładów Chemicznych Blachownia[116]
- Wojsko – Od 1945 w Koźlu znajdował się sztab 2. Dywizji Piechoty. W sierpniu 1945 garnizon wzmocniono 35 (później 36) Pułkiem Artylerii. 11 października 1989 nastąpiła likwidacja garnizonu wojskowego w Kędzierzynie-Koźlu. 18 lipca 1994 nastąpił powrót garnizonu wojskowego. Stacjonował tutaj 10 Śląski Pułk Artylerii Mieszanej. Podczas katastrofalnej powodzi 1997 teren koszar został całkowicie zatopiony. Doprowadziło to do likwidacji pułku i garnizonu (31 grudnia 1998)

## Klęski żywiołowe
- Zima 1985. Ostry atak zimy w styczniu i lutym 1985 sparaliżował miasto. Doszło do licznych awarii sieci wodociągowej i instalacji grzewczych. Uszkodzonych zostało 230 budynków komunalnych (na łączną liczbę 630). Przerwy w dostawach gazu zatrzymały produkcję w ZAK Spółka Akcyjna (straty wyniosły 550 mln zł).

- Powódź 1985. W dniach 10–12 sierpnia 1985 Kędzierzyn-Koźle dotknęła powódź. Zalanych zostało 169 budynków, szpital w Koźlu i dwa cmentarze. Ewakuowano 170 osób. Dzielnica Koźle Rogi była odcięta od świata.

- Pożar lasów 1992. W sierpniu 1992 doszło do pożaru lasów w rejonie Kuźni Raciborskiej i Dziergowic. Pożar objął powierzchnię ponad 9000 ha. W akcji gaszenia wzięło udział ponad 8500 osób. W bezpośrednim zagrożeniu znalazł się Kędzierzyn-Koźle i okoliczne zakłady chemiczne. W nadleśnictwie Kędzierzyn spłonęło 2200 ha lasów.

- Powódź 1997. W nocy z 8 na 9 lipca 1997 doszło do największej powodzi w historii Kędzierzyna-Koźla. Zatopione zostały dzielnice: Koźle (z wyjątkiem rynku), Kłodnica, Koźle Rogi, Koźle-Port i Żabieniec. Częściowo podtopione zostały: Lenartowice i Pogorzelec. W mieście nie działały telefony (także komórkowe), a w niektórych dzielnicach nie było prądu, gazu i wody pitnej. Powódź dotknęła 2100 rodzin. Zginęła 1 osoba. Straty gminy obliczono na ponad 23 mln zł. Usuwanie skutków zajęło kilka lat.

- Powódź 2010. 19 maja 2010 na terenie całego miasta z koryt wystąpiły rzeki: Odra, Kłodnica oraz Lineta. Zatopiona została duża część Koźla, Kłodnicy i Pogorzelca. Podtopienia nastąpiły także na osiedlach Lenartowice i Kuźniczka. W związku z powodzią odwołane zostały Młodzieżowe Mistrzostwa Europy w triathlonie.

- Nawałnica 2016. 11 lipca 2016 przez dzielnicę Rogi przeszła nawałnica, która uszkodziła kilkanaście budynków (w tym osiedlowy dom kultury), połamała dziesiątki drzew, uszkodziła słupy i zerwała linie energetyczne. Wskutek późniejszej ulewy zalanych zostało 13 budynków mieszkalnych. W 65 budynkach nie było prądu, a w całej dzielnicy nie działały telefony stacjonarne. W związku z przejściem nawałnicy strażacy w dniach 11–12 lipca interweniowali w Rogach 99 razy[117][118][119][120].

- Pomór ryb 2022. W marcu 2022 w Kanale Gliwickim doszło do obserwacji pierwszych śniętych ryb[121]. Następnie w lipcu w Kanale Kędzierzyńskim (m.in. w basenie portowym na terenie Zakładów Azotowych) i ponownie w Kanale Gliwickim, w pobliżu śluzy Nowa Wieś[122]. Kolejne zwiększone ilości padłych ryb zaobserwowano na przełomie sierpnia i września, gdy dochodziło do przypadków wyciągania w ciągu kilku dni z samego Kanału Gliwickiego około 3 ton śniętych ryb[123]. 6 września został wprowadzony przez wojewodów opolskiego i śląskiego zakaz korzystania z wód Kanału Gliwickiego od śluzy Rudziniec do śluzy Sławięcice[124], a Rządowe Centrum Bezpieczeństwa wydało alert dla mieszkańców m.in. Kędzierzyna-Koźla[125]. Zakaz trwał do 19 września.

## Miasta partnerskie
Rada Miasta podjęła uchwały w sprawie nawiązania współpracy z ośmioma miastami, jednak z miastami francuskimi Héricourt i Grand-Charmont dotychczas nie podpisano stosownych umów dwustronnych.
| Lista miast partnerskich |         |                  |                           |
| Lp.                      | Kraj    | Miasto           | Rok nadania partnerstwa   |
| 1.                       | Czechy  | Přerov (Przerów) | 2007                      |
| 2.                       | Francja | Grand-Charmont   | nie nawiązano partnerstwa |
| 3.                       | Francja | Héricourt        | nie nawiązano partnerstwa |
| 4.                       | Litwa   | Jonava (Janów)   | 2010                      |
| 5.                       | Niemcy  | Öhringen         | 2013                      |
| 6.                       | Polska  | Pisz             | 2012                      |
| 7.                       | Polska  | Racibórz         | 2005                      |
| 8.                       | Ukraina | Kałusz           | 2005                      |

## Sąsiednie gminy
- Bierawa
- Cisek
- Leśnica
- Reńska Wieś
- Rudziniec (granica z Górnośląsko-Zagłębiowską Metropolią i województwem śląskim)
- Ujazd
- Zdzieszowice